# Biserica de lemn din Bobohalma

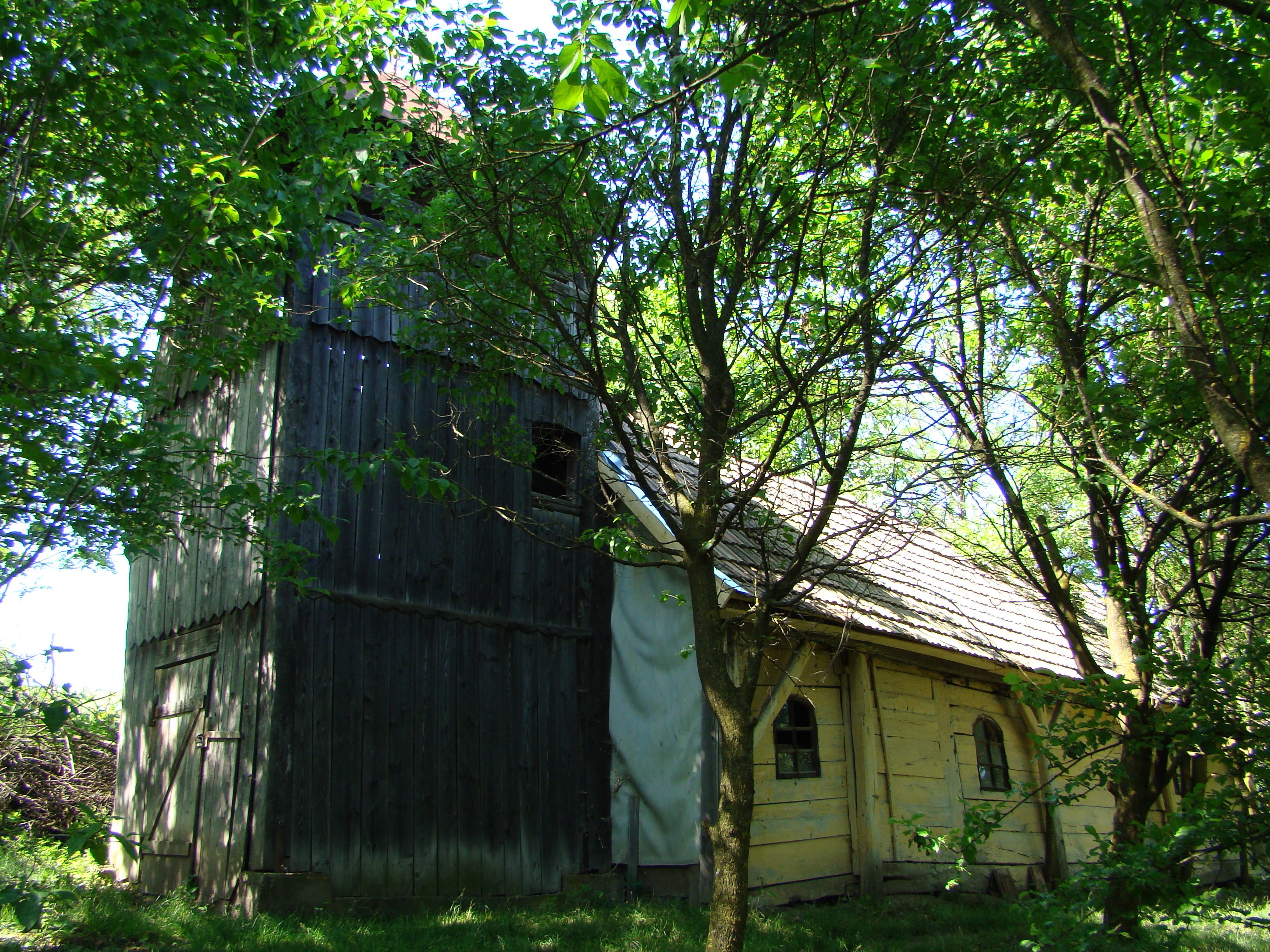
Biserica de lemn „Sfinții Arhangheli Mihail și Gavriil” din Bobohalma, oraș Târnăveni, județul Mureș, foto: iunie 2009.

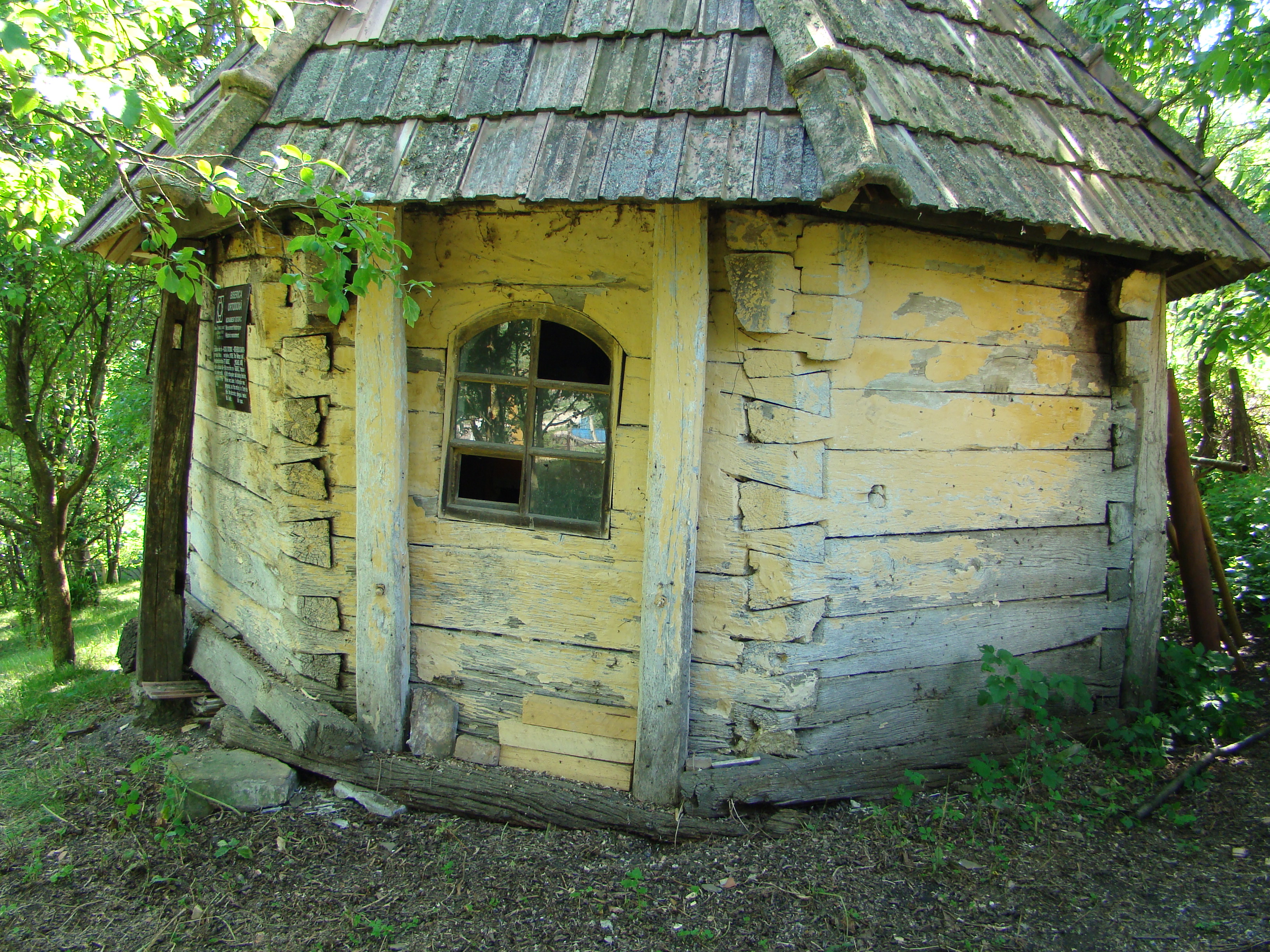
Absida altarului

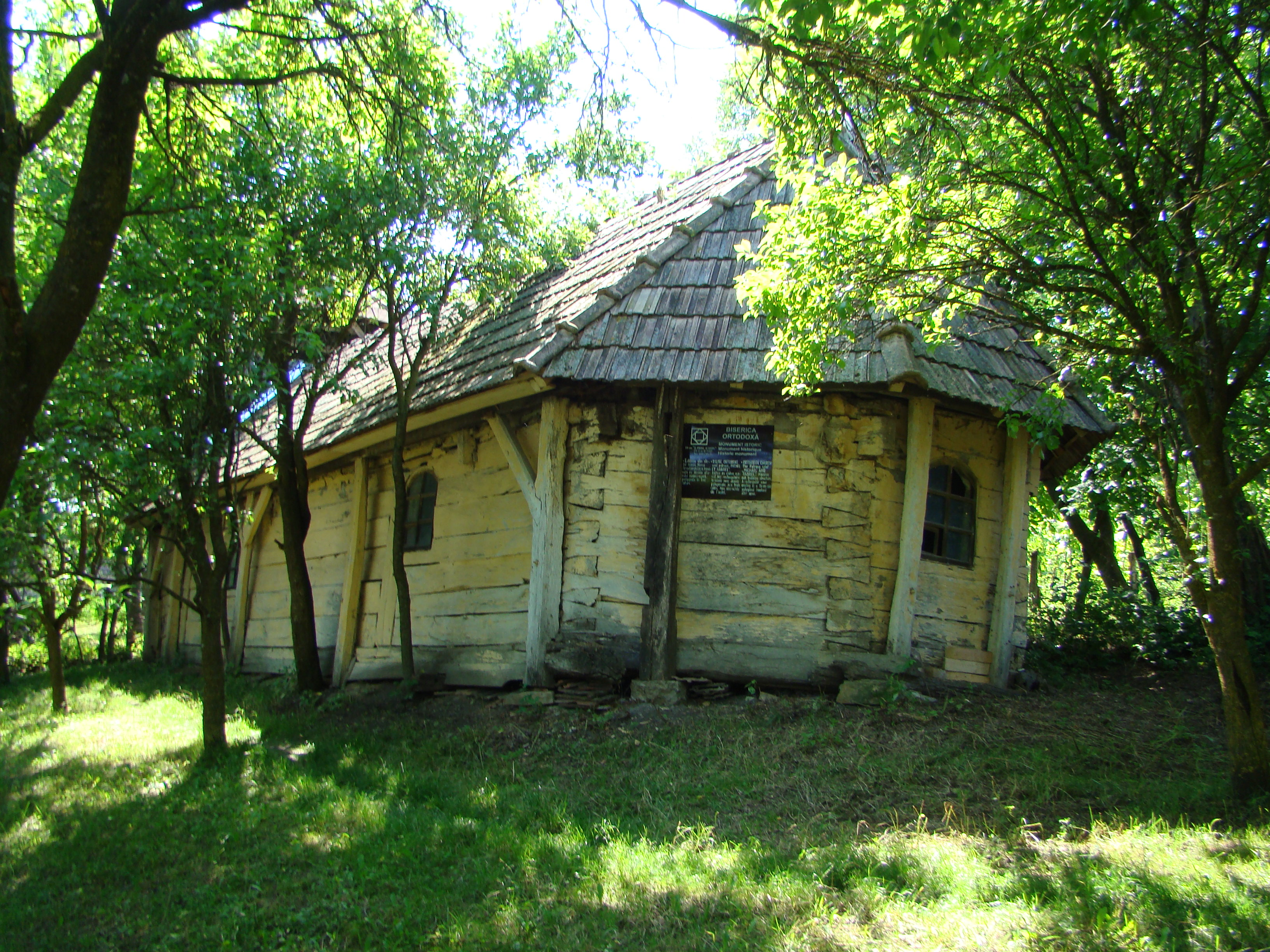
Biserica (sud-est)

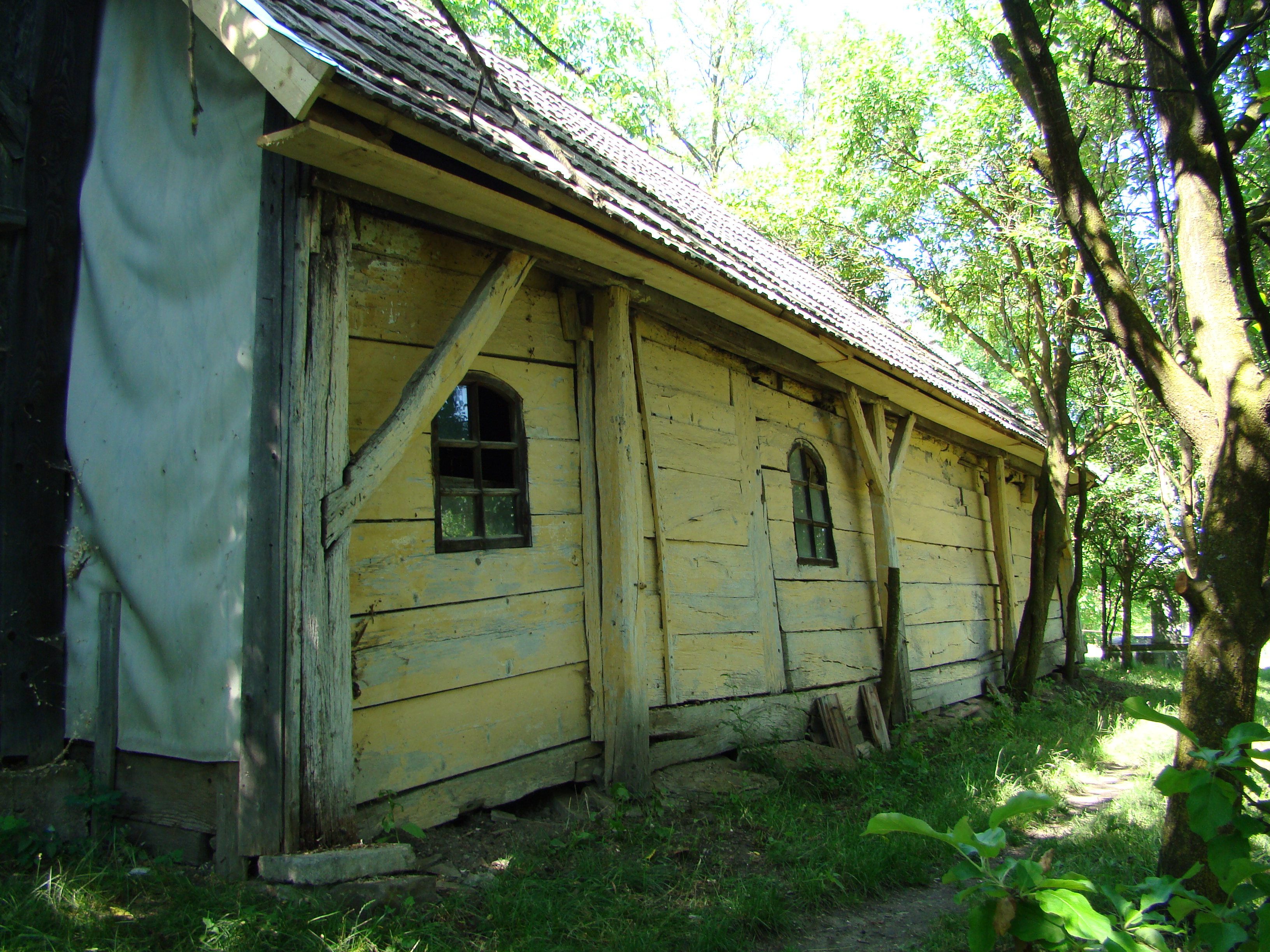
Butea (latura de sud)

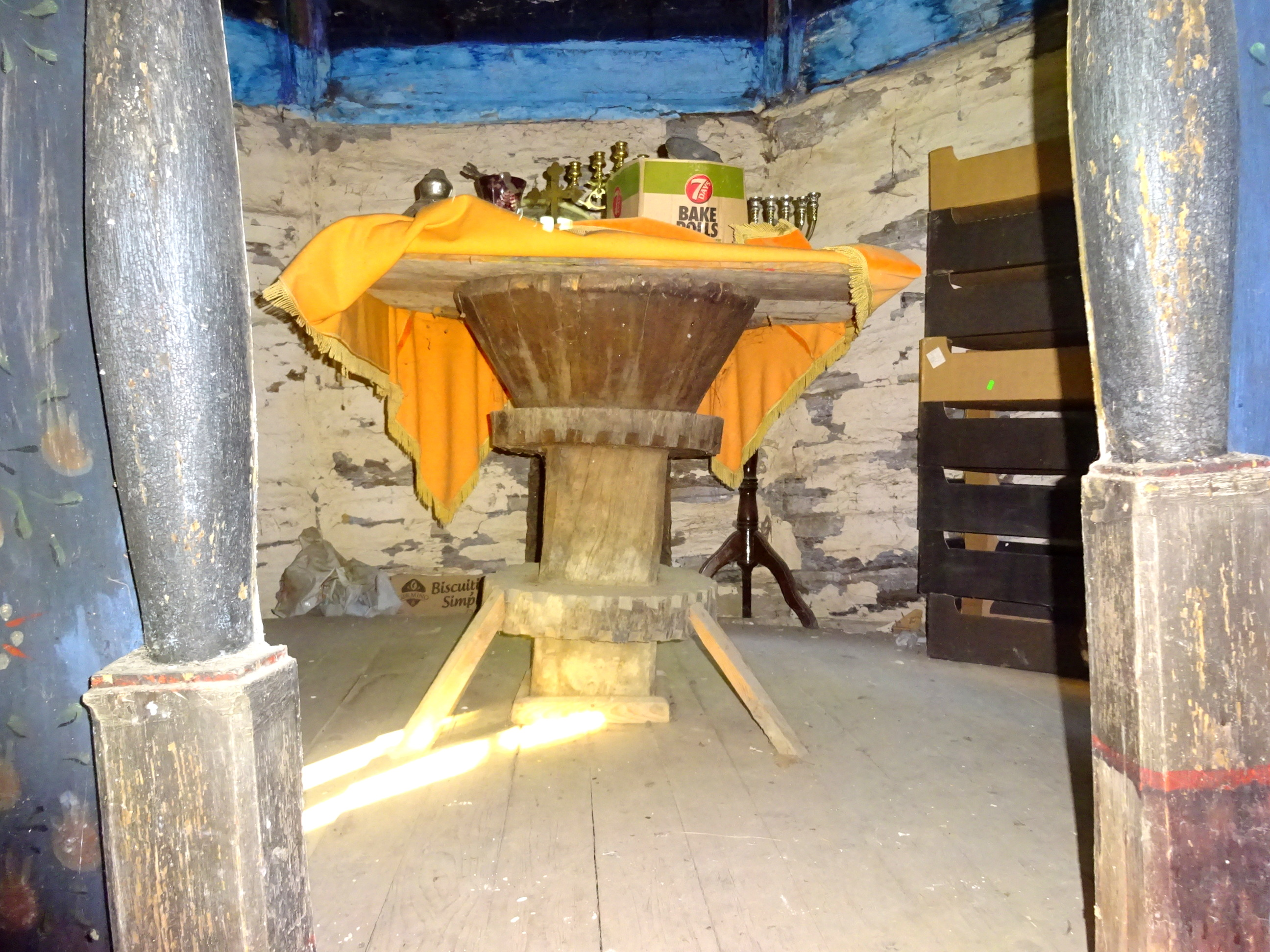
Piciorul mesei altarului

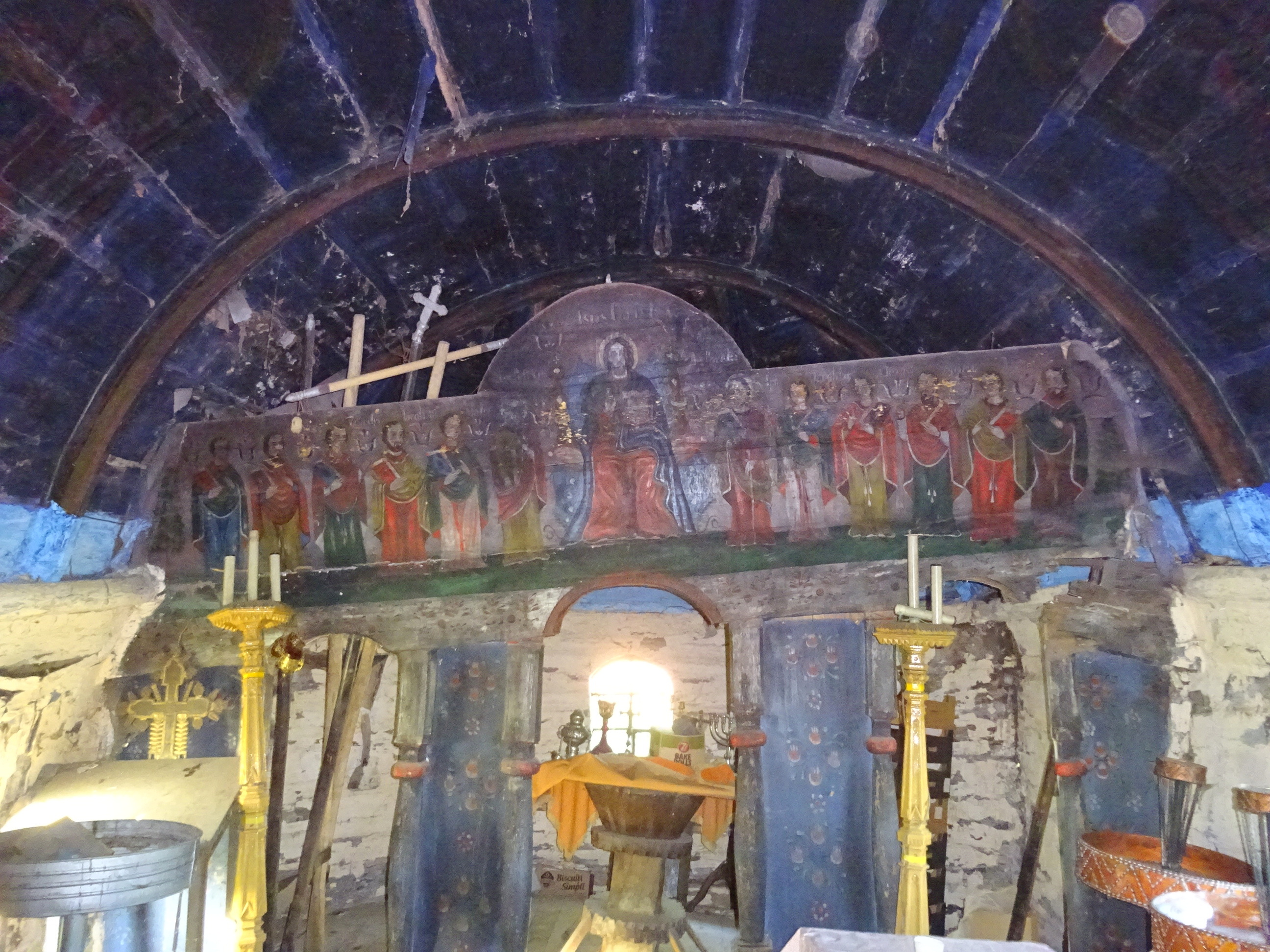
Iconostasul

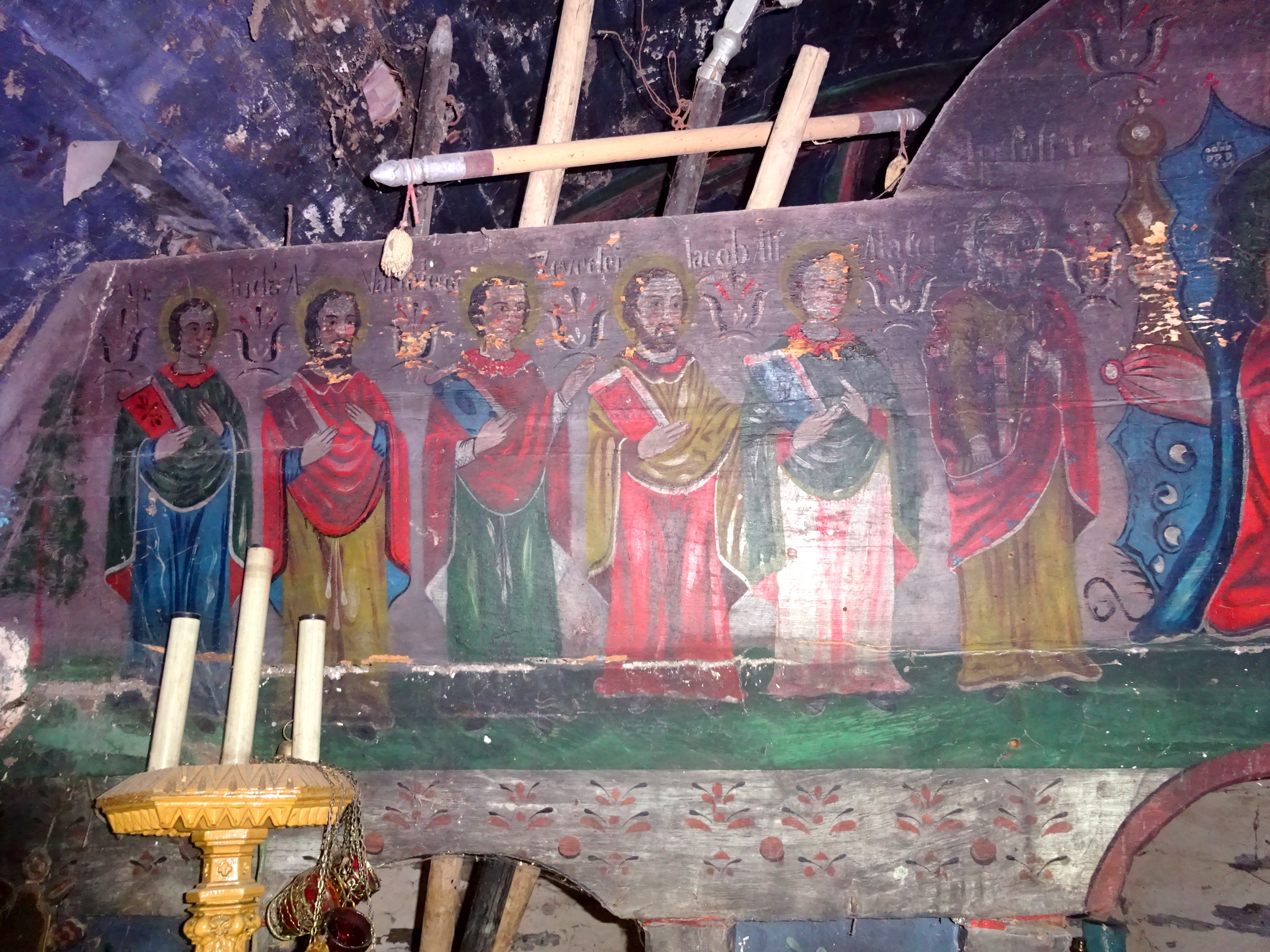
Detaliu din friza apostolilor

Biserica de lemn din Bobohalma, oraș Târnăveni, județul Mureș, are hramul „Sfinții Arhangheli Mihail și Gavriil”. Biserica se află pe noua listă a monumentelor istorice sub codul LMI:  MS-II-m-B-15609. Biserica a fost ridicată în secolul XVIII (1743).

## Istoric și trăsături
Din punct de vedere administrativ localitatea Bobohalma aparține de municipiul Târnăveni, însă practic e un vechi sat românesc. Este situat între dealurile dintre Mureș și Târnava Mică, la nord-vestul orașului Târnăveni, la circa 3 km. distanță de șoseaua ce face legătura cu orașul Iernut. Documentar, localitatea este atestată în registrele de dijme papale din anul 1332, unde este pomenit un „sacerdos de Babalhalma”. Denumirea de Bobohalma este un nume maghiarizat a ceea ce era de fapt, inițial „Dealul Babei”, de la început fiind o localitate aproape curat românească. În anul 1348 aflăm consemnarea: „magnus mons Hegesholm alias Babaholm, villa Babahalma”, ca în anul 1461 localitatea să facă parte din așezările plătitoare dării oilor, specifică românilor: „census quinquagesimalis de Babahalma”. În anul 1733 o întâlnim sub denumirea de Bába-Halma, în anul 1750 sub românescul Bobohalma, în anii 1760-1762 sub forma de Babohalma, în anul 1805 ca Bábahalma, iar în 1854 sub denumirea maghiară Bábahalma, sau Babahalma.
Biserica de lemn cu hramul „Sfinții Arhangheli Mihail și Gavril”, care în prezent nu mai servește pentru oficierea de slujbe, potrivit tradiției „…s-ar fi ridicat pe la 1840-1850, de către ortodcși și ar fi fost donată pe la 1860 greco-catolicilor din sat”, donația fiind motivată prin faptul că la 1850 comunitatea ortodoxă a început ridicarea unei noi biserici, din piatră. Potrivit Ioanei Cristache-Panait, biserica de lemn deținută de ortodocșii din localitate, este înlocuită în anul 1850 cu alta de zid, unul dintre slujitorii ei fiind „popa Petru Popoviciu, hirotonit în anul 1761”. Deci, actuala biserică de lemn, a fost greco-catolică, potrivit Șematismului de la 1900; este indicată ca ridicată în anul 1877. Însă anul menționat nu poate să indice decât unele lucrări de renovare, cu efectuarea unor eventuale modificări, realizate în anii 1876-1877. O primă sursă menită să devanseze ctitoria bisericii este inscripția aflată pe o bârnă, din drepta intrării, care indică anul 1743. În ajutorul acestei datări vine însăși tipologia edificiului, de dimensiuni modeste, ai cărui pereți confecționați din bârne de stejar, încheiați în sistemul specific românesc „coadă de rândunică”, înscriu planul străvechi: o navă dreptunghiulară, terminată spre est cu absida altarului, nedecroșată, poligonală, în trei laturi.
Interiorul bisericii cuprinde o boltă semicilindrică, ce acoperă spațiul navei, înălțată în anul 1876, prin intermediul unei suprafețe înclinate, și care, împreună cu bârna de naștere, se sprijină pe o grindă transversală, ale cărei capete se termină în console. Bolta este compusă din nervuri de lemn ce se sprijină pe grindă și este căptușită în intrados cu fâșii curbe, peste care, ulterior, s-a aplicat pânza, ca suport al picturii interioare. Concomitent, s-a procedat și la o extindere a navei cu circa 1,60 m, prin prelungirea pereților navei și mutarea peretelui vestic originar, partea adăugată corespunzând axului primei ferestre de la capătul de la capătul de vest. Ulterior interiorul a fost văruit, lăsând să se vadă, pe alocuri, urmele decorației picturale interioare, precum și pânza de la încheieturile bârnelor. Într-o perioadă anterioară, biserica a fost acoperită cu o învelitoare de țiglă, înlocuind-o pe aceea din șindrilă, originară, lucrare care a îngreunat structura edificiului, necesitând montarea unor stâlpi de susținere pe ambele laturi de sud și de nord ale bisericii.
În partea de vest a bisericii a fost amplasat turnul-clopotniță, care are un plan de formă pătrată, cu o înălțime de 10 m. Este dispus pe două nivele, cu dimensiuni identice și este învelit cu scândură pe toate laturile până aproape de acoperișul în formă de piramidă, lăsând liberă o anumită distanță sub streașină, cu rol de galerie. Pe partea de vest a turnului se află intrarea, care comunică cu pridvorul de sub turn și în continuare cu nava bisericii. Această formă, cu pridvor și turn deasupra, demonstrează că este o realizare ulterioară bisericii, ea fiind întâlnită și la biserica de lemn din Târgu-Mureș. Inițial intrarea se afla pe latura de sud a fostului pronaos, în locul actualei primei ferestre, care lasă să se vadă modificarea survenită. Până în anul 1972, în vecinătatea bisericii a existat și vechea clopotniță, care, deteriorându-se, a fost desființată.
Pe partea inferioară a bolții ce acoperă nava a fost lipită o pânză, pe care, în panouri, s-au pictat scene cu cei patru evangheliști. Pe panoul ce-l reprezintă pe „Evanghelistul Matei” se află și autograful zugravului Dionisie Iuga de la Nicula și data de 26 iunie 1877. Pe tâmpla iconostasului sunt pictați „Sfinții Apostoli”, pictură păstrată destul de bine, fiind și printre cele mai reușite creații ale zugravului peregrin de la Nicula. Dionisie Iuga din Nicula a fost un zugrav itinerant de biserici și iconar, care a lucrat în mai multe județe din Transilvania și care a realizat, între altele, pictura bisericilor de lemn din: Valea Crișului (1876) și Hotar, Bihor (1881-1883), Lozna, Sălaj,  Bucea (1880) și Nadășu, Cluj (1890), Sulighete, Hunedoara (1890), Valea Chioarului și  Botiza, Maramureș (1899), Poarta (Mureș) (1900).
O analiză mai pretențioasă, însoțită și de o restaurare pertinentă a celor trei icoane împărătești, ar reda patrimoniului valori artistice specifice secolului al XVIII-lea, din care, în icoana ce o reprezintă pe „Maria cu Pruncul”, de tip Hodighitria, bănuim penelul lui Toader zugrav.

## Imagini din exterior

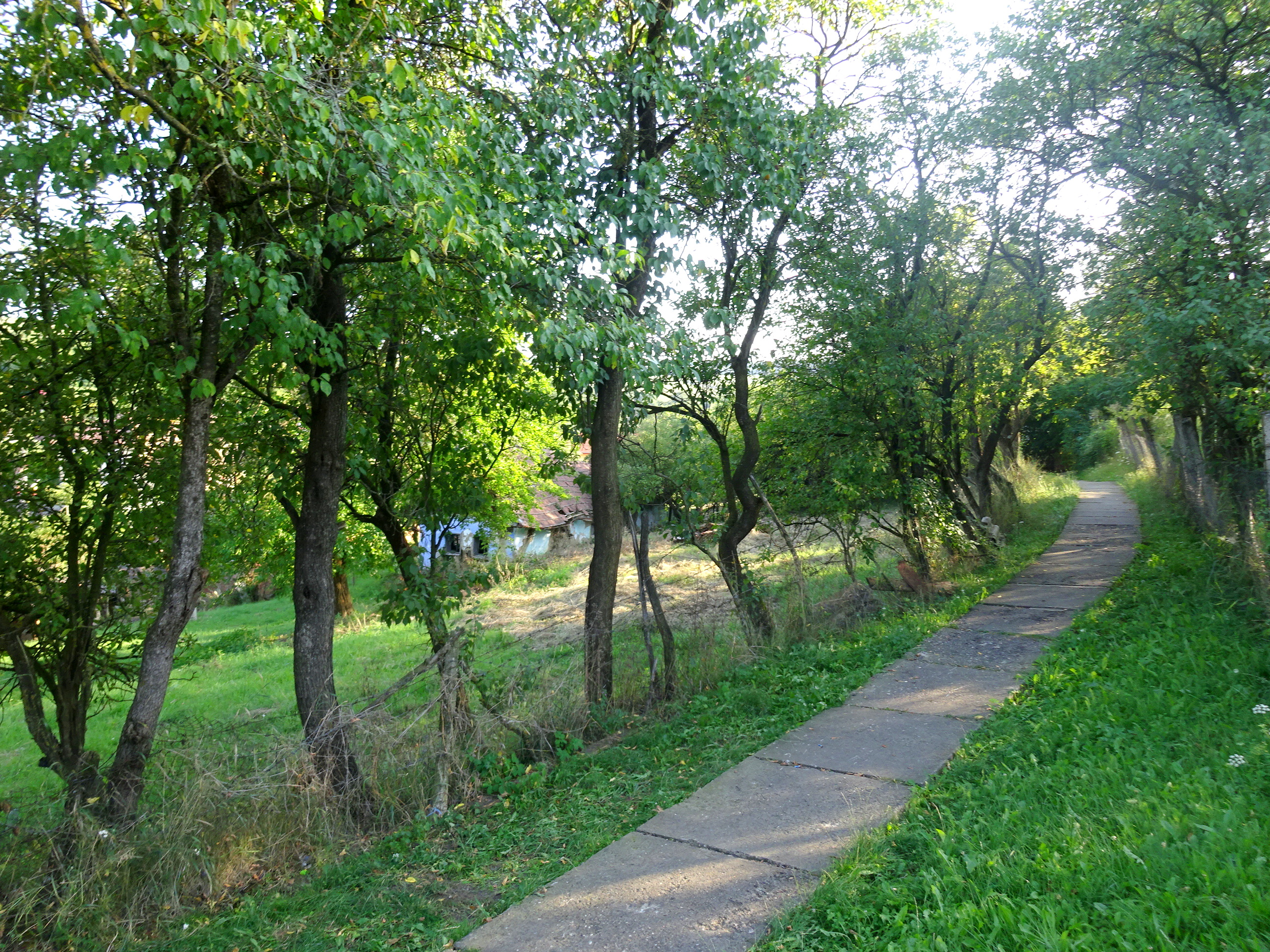
Drumul spre biserică
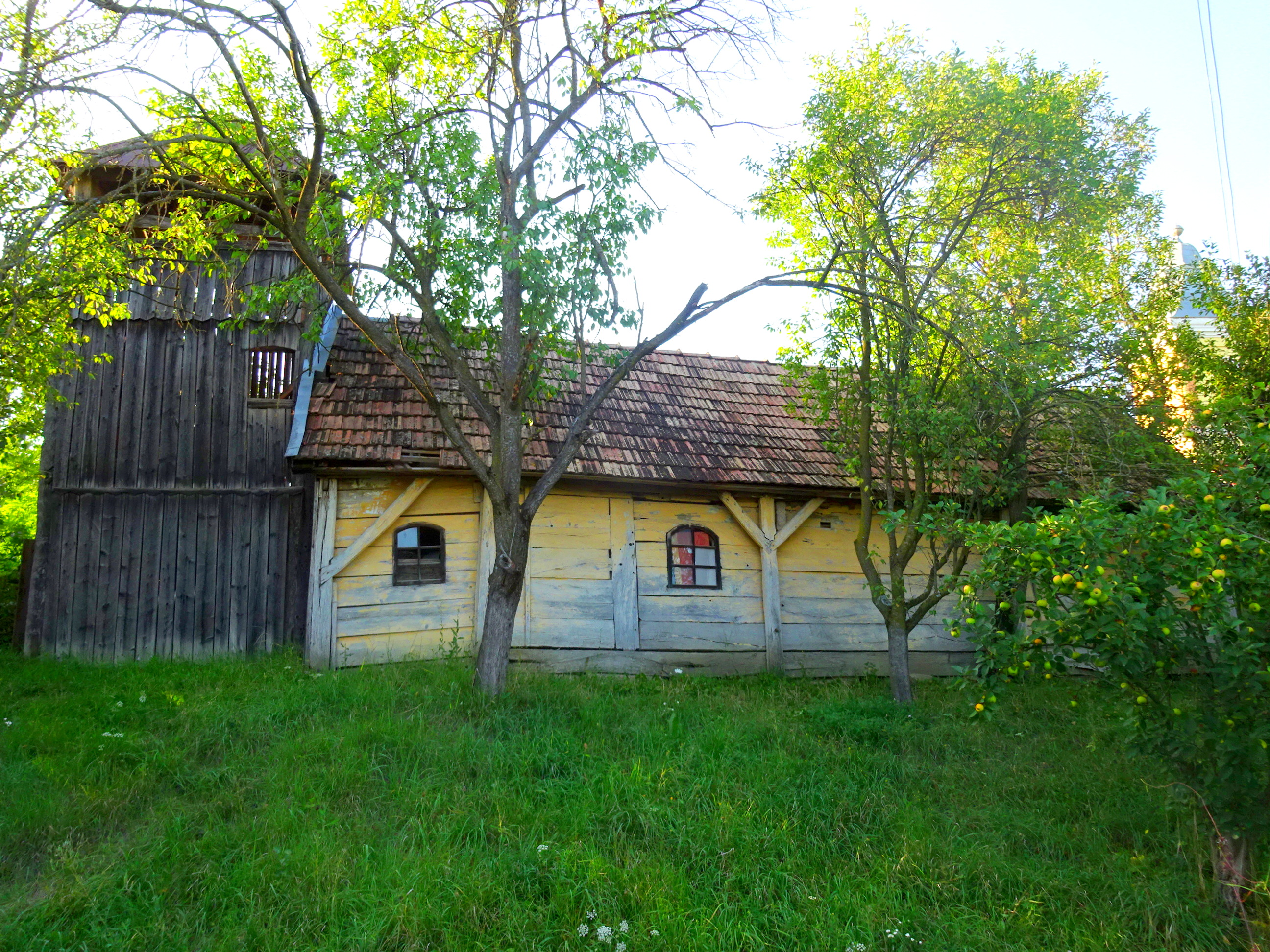
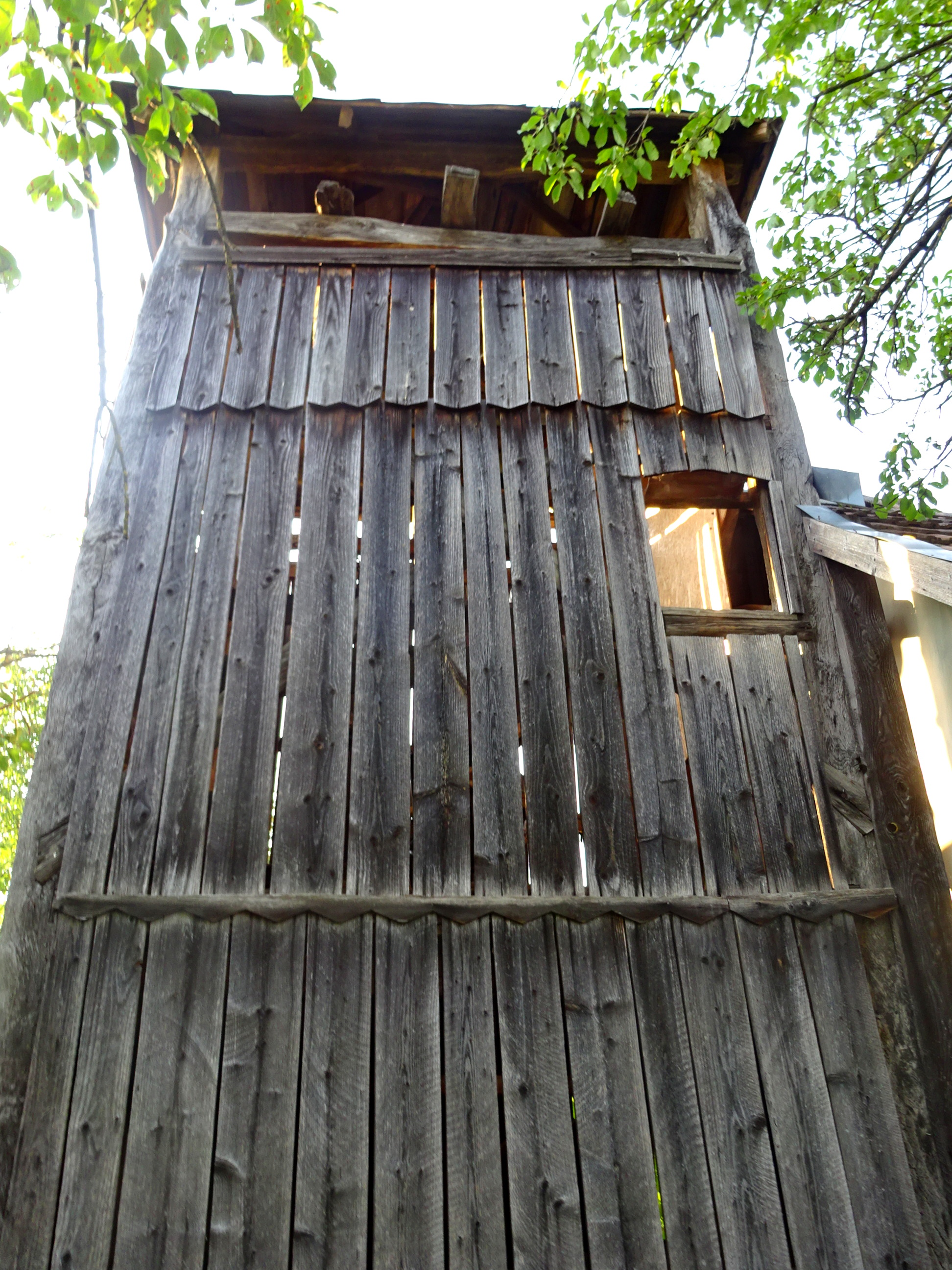
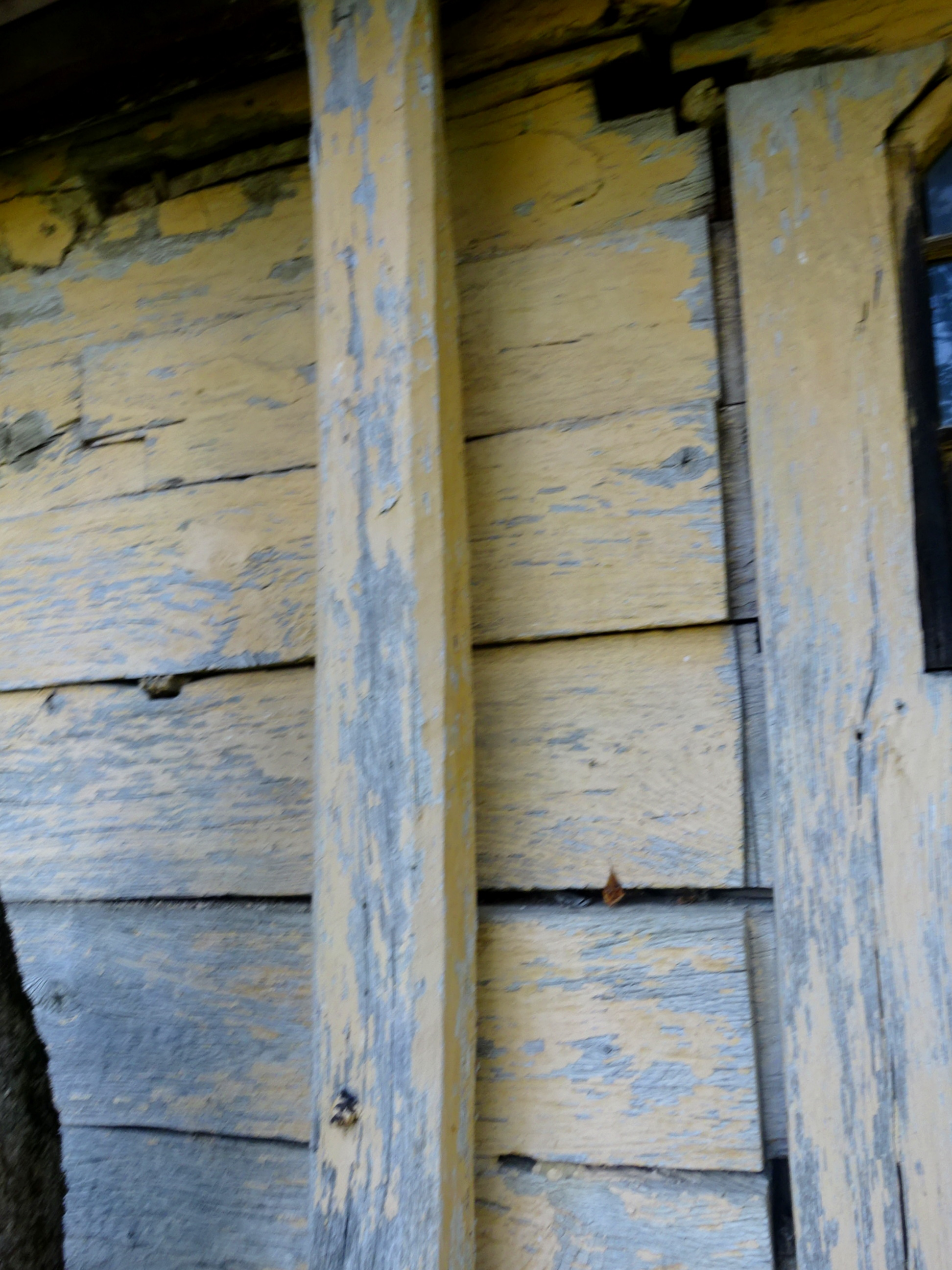
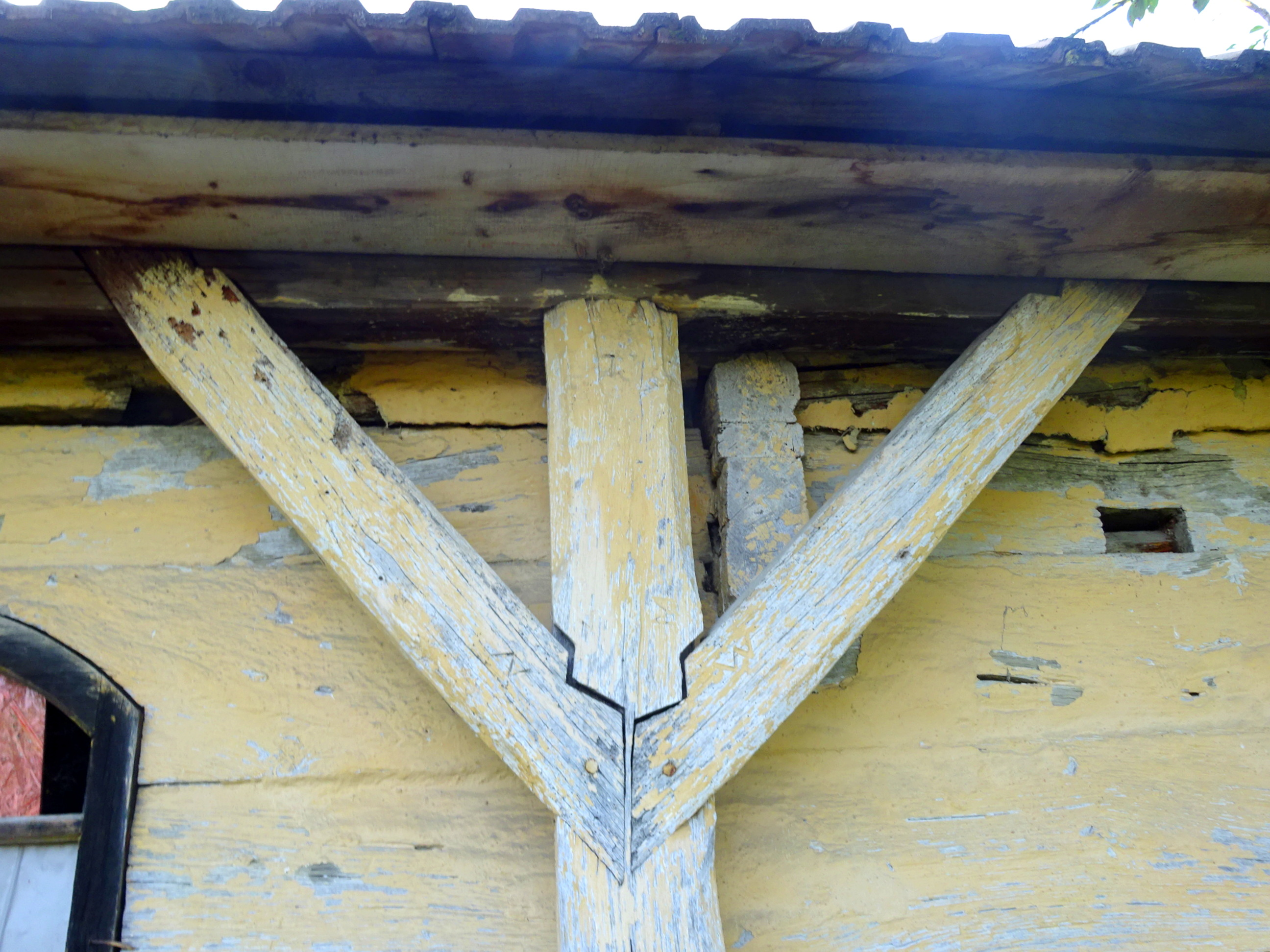
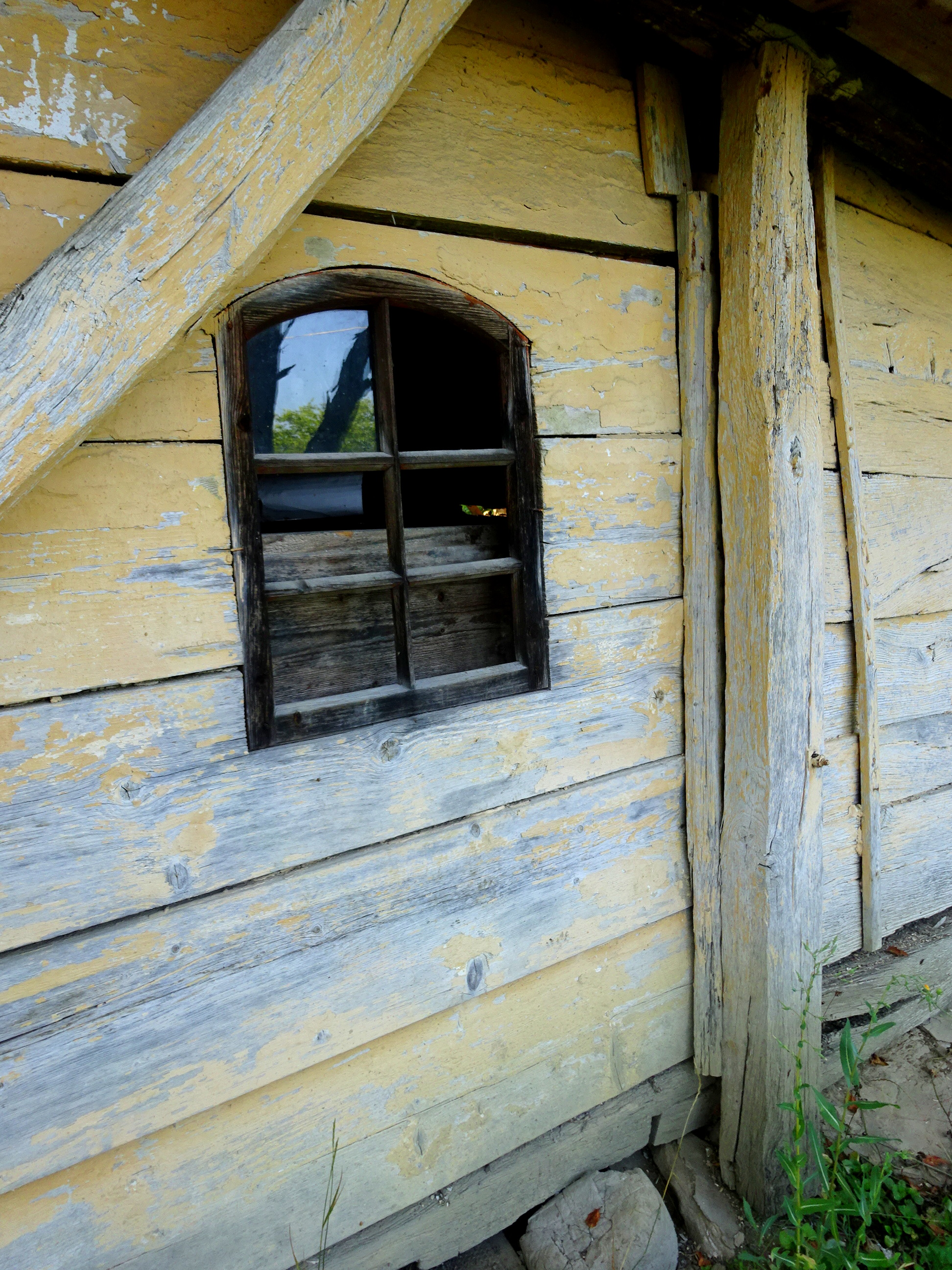
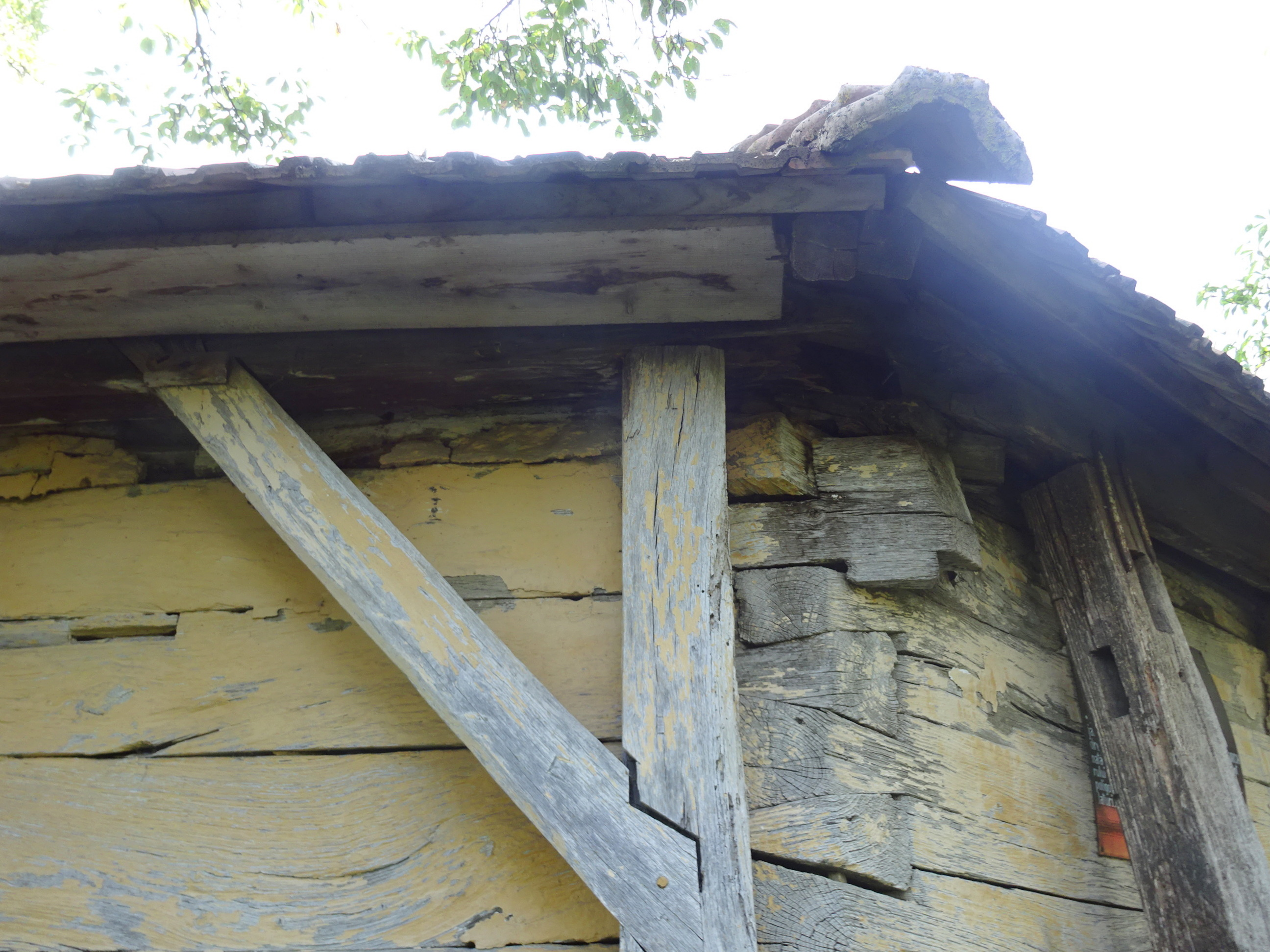
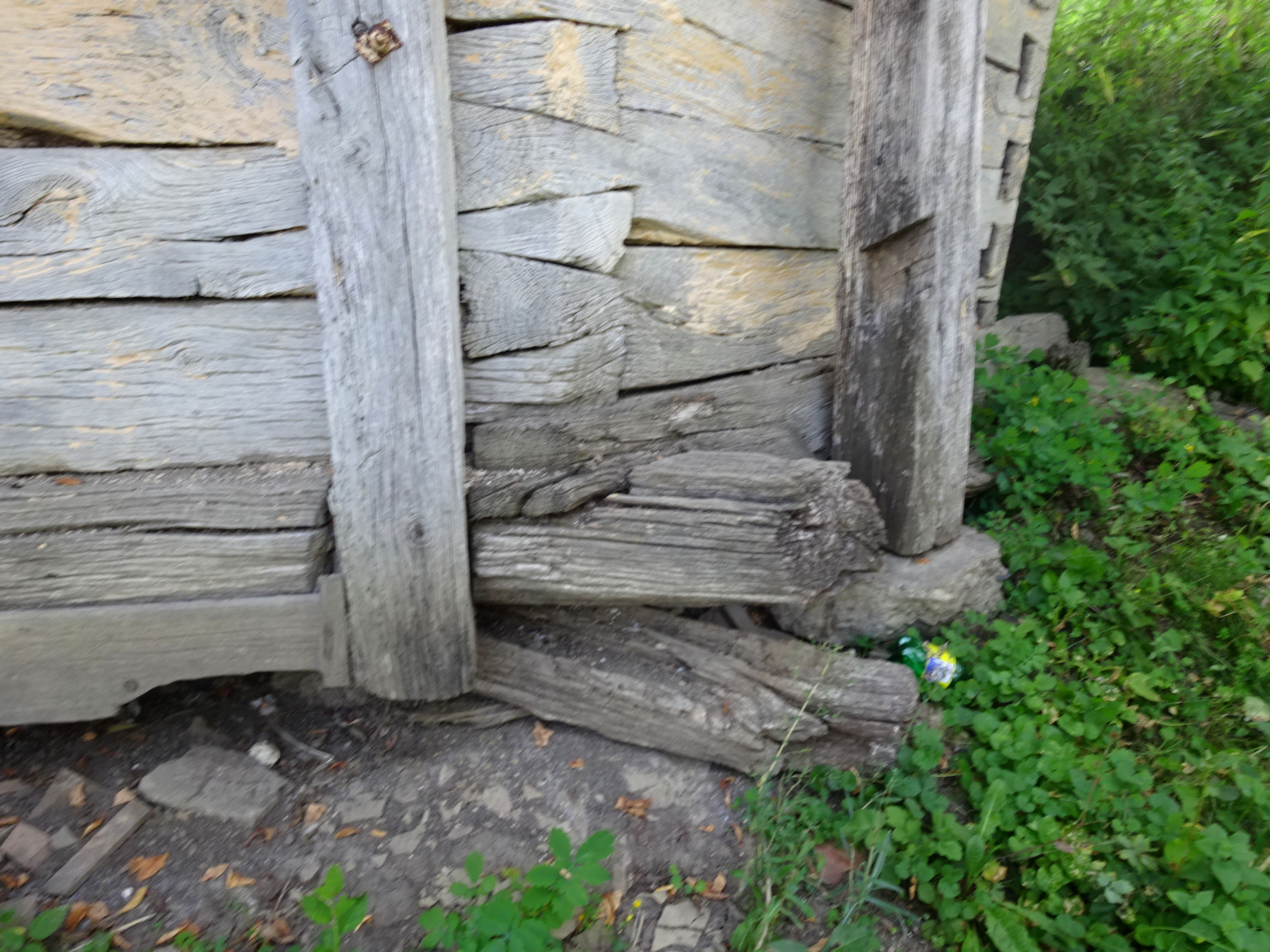
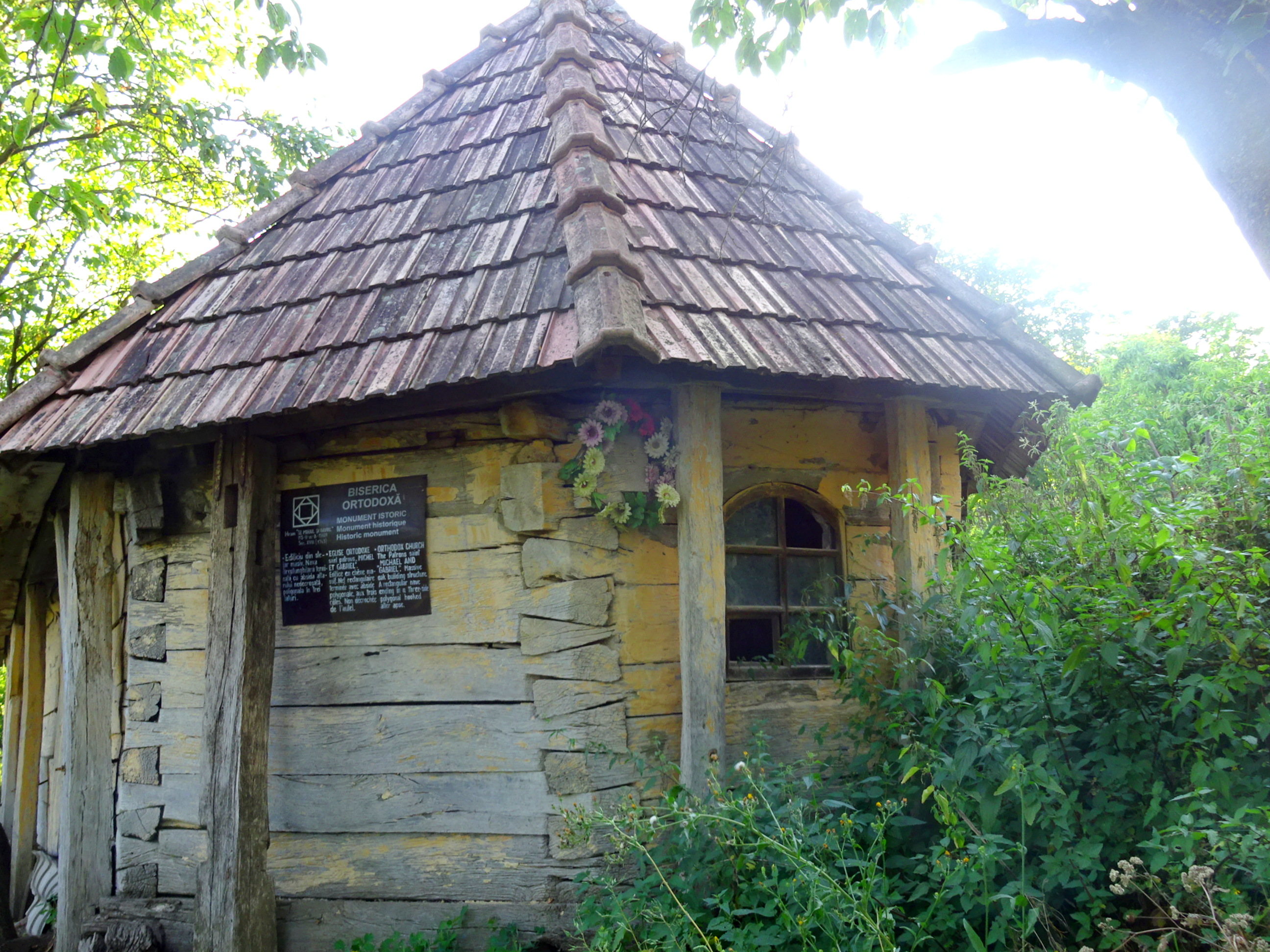
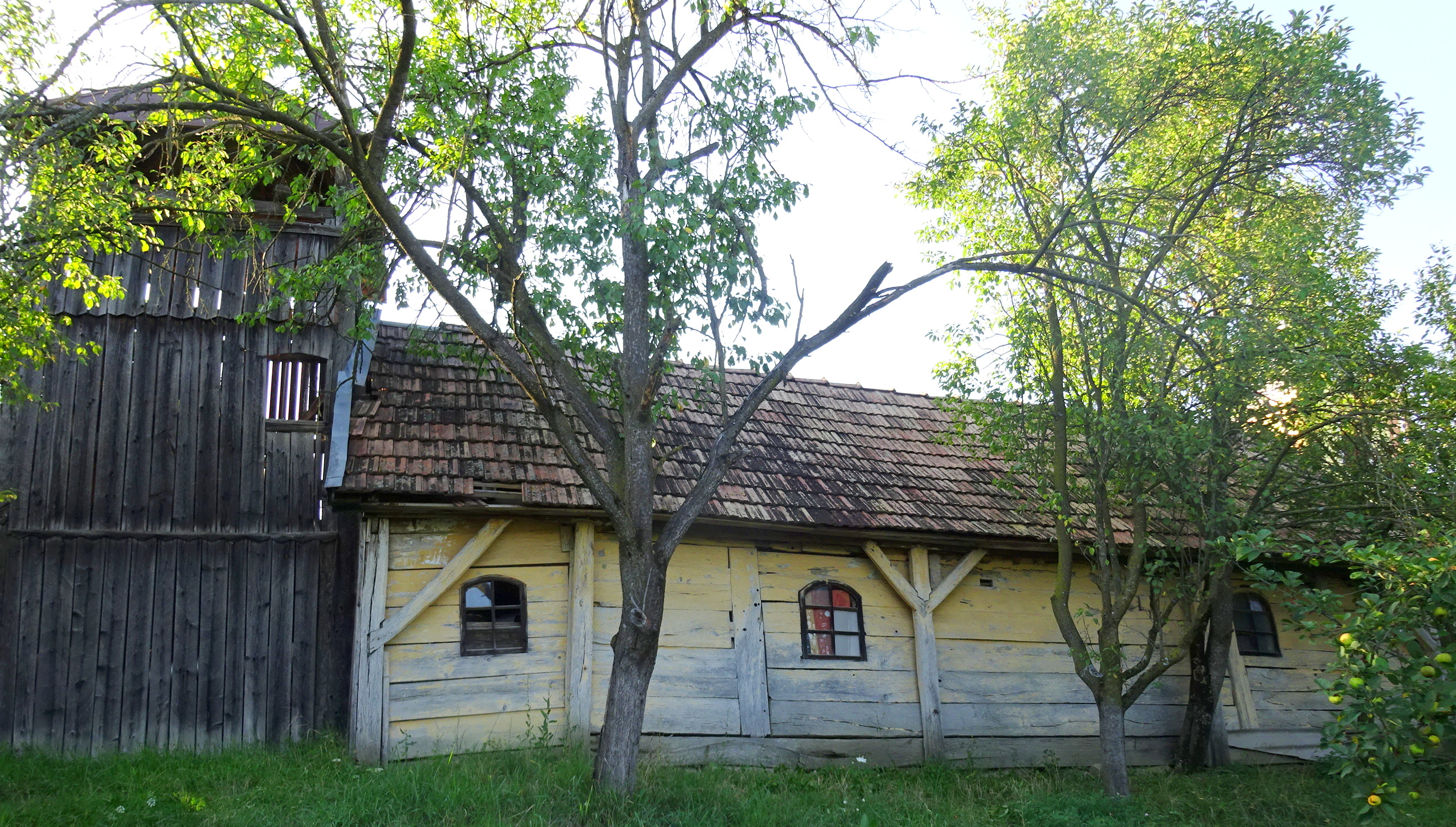

## Imagini din interior

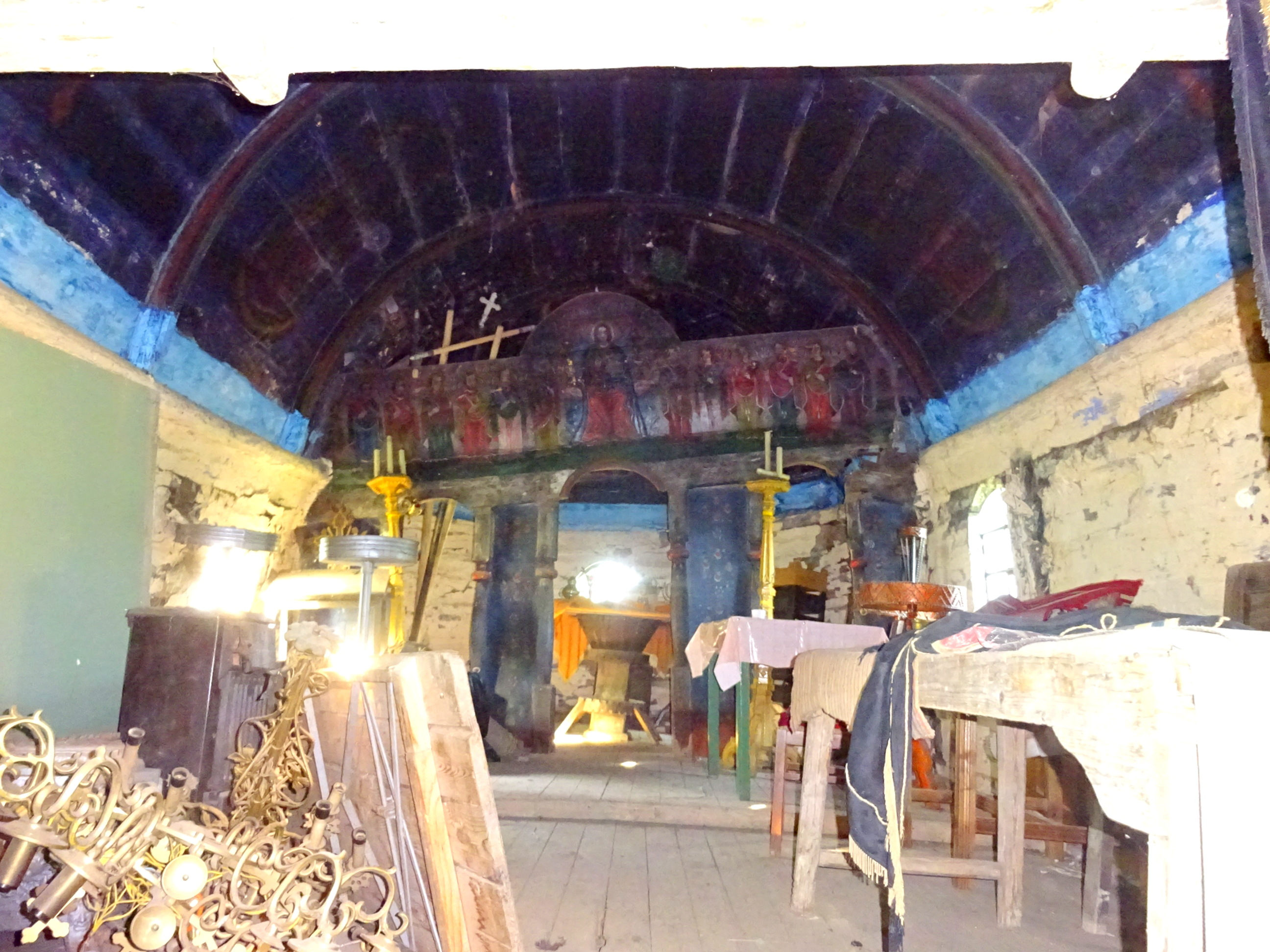
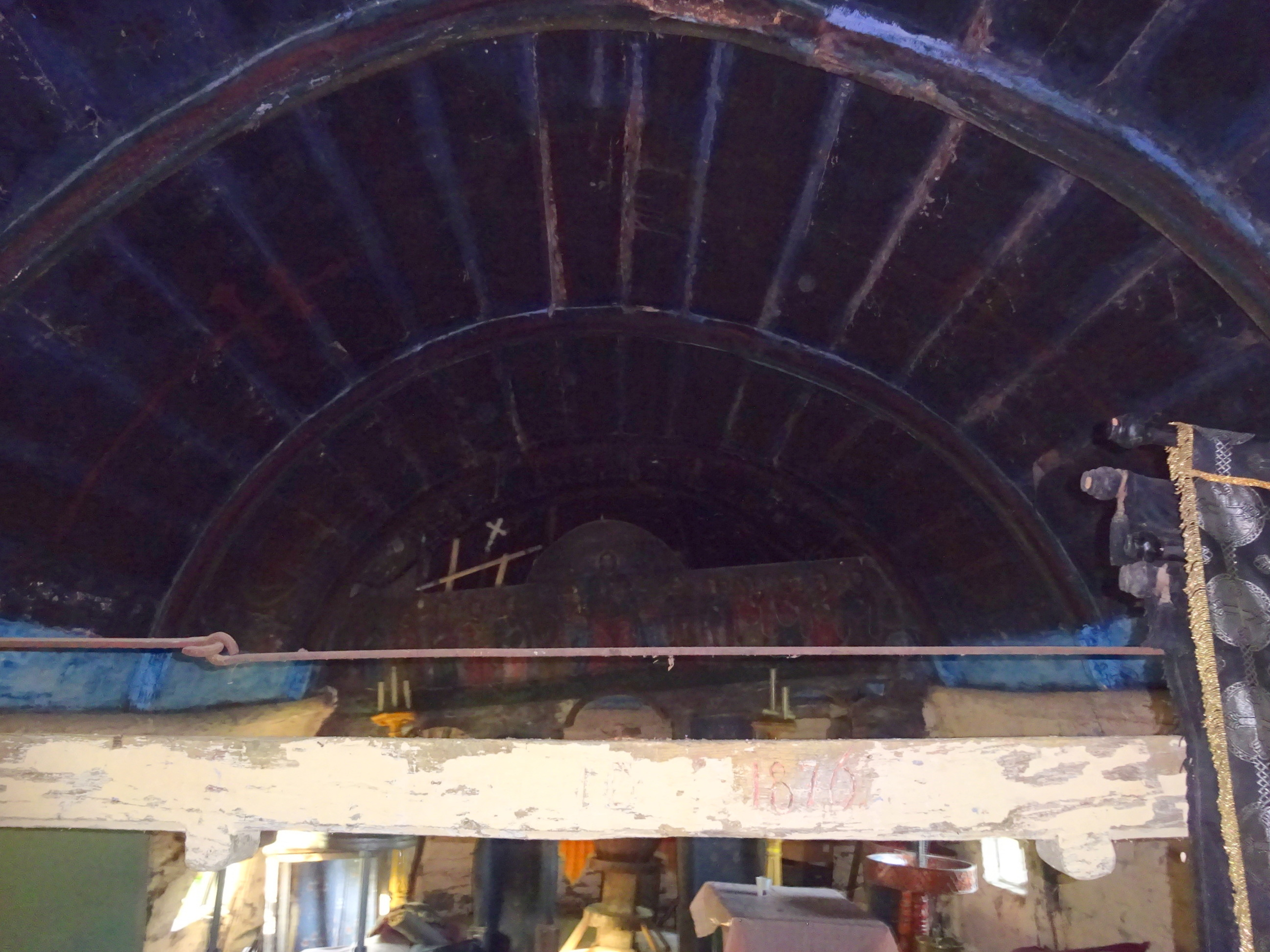
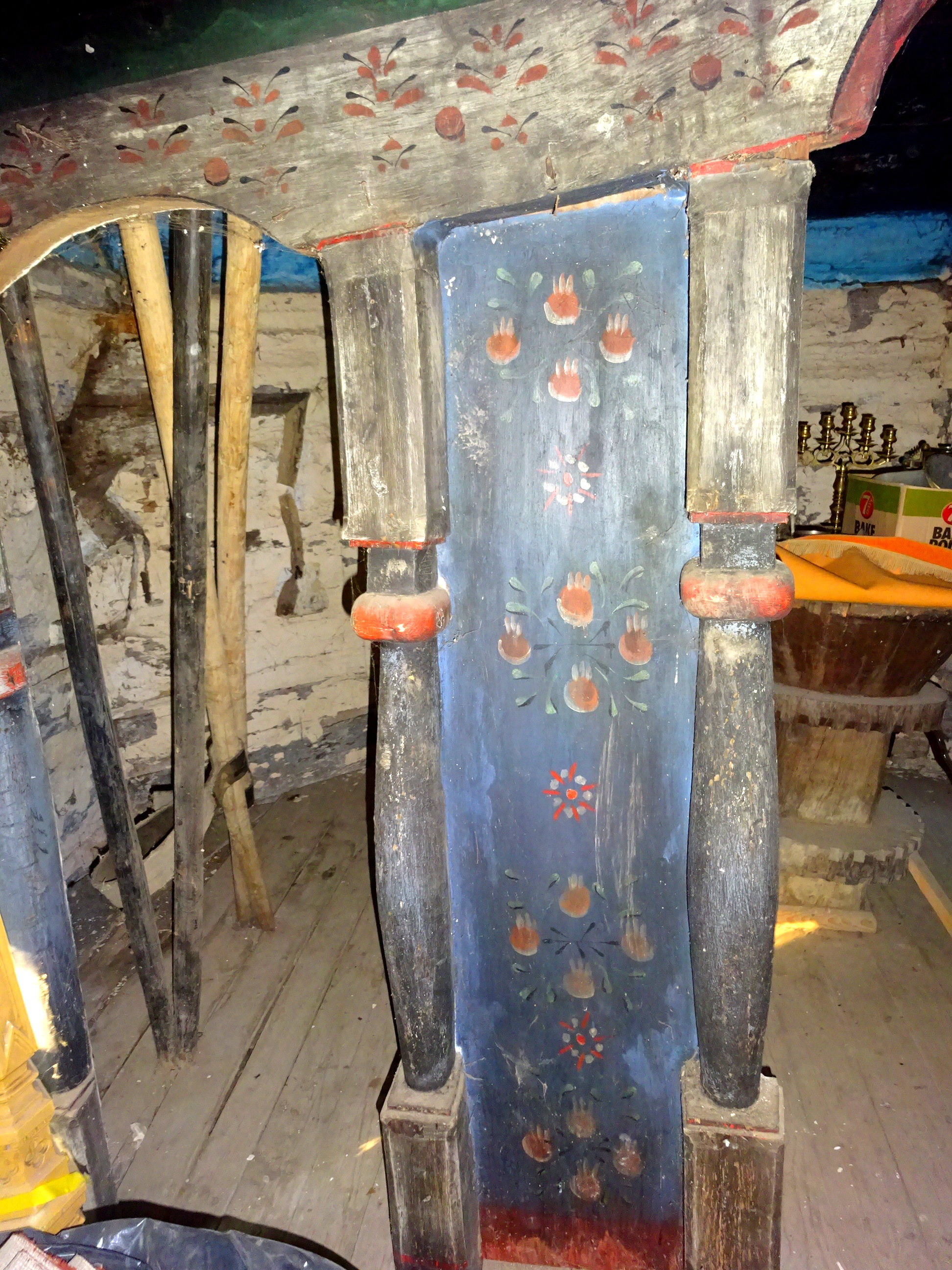
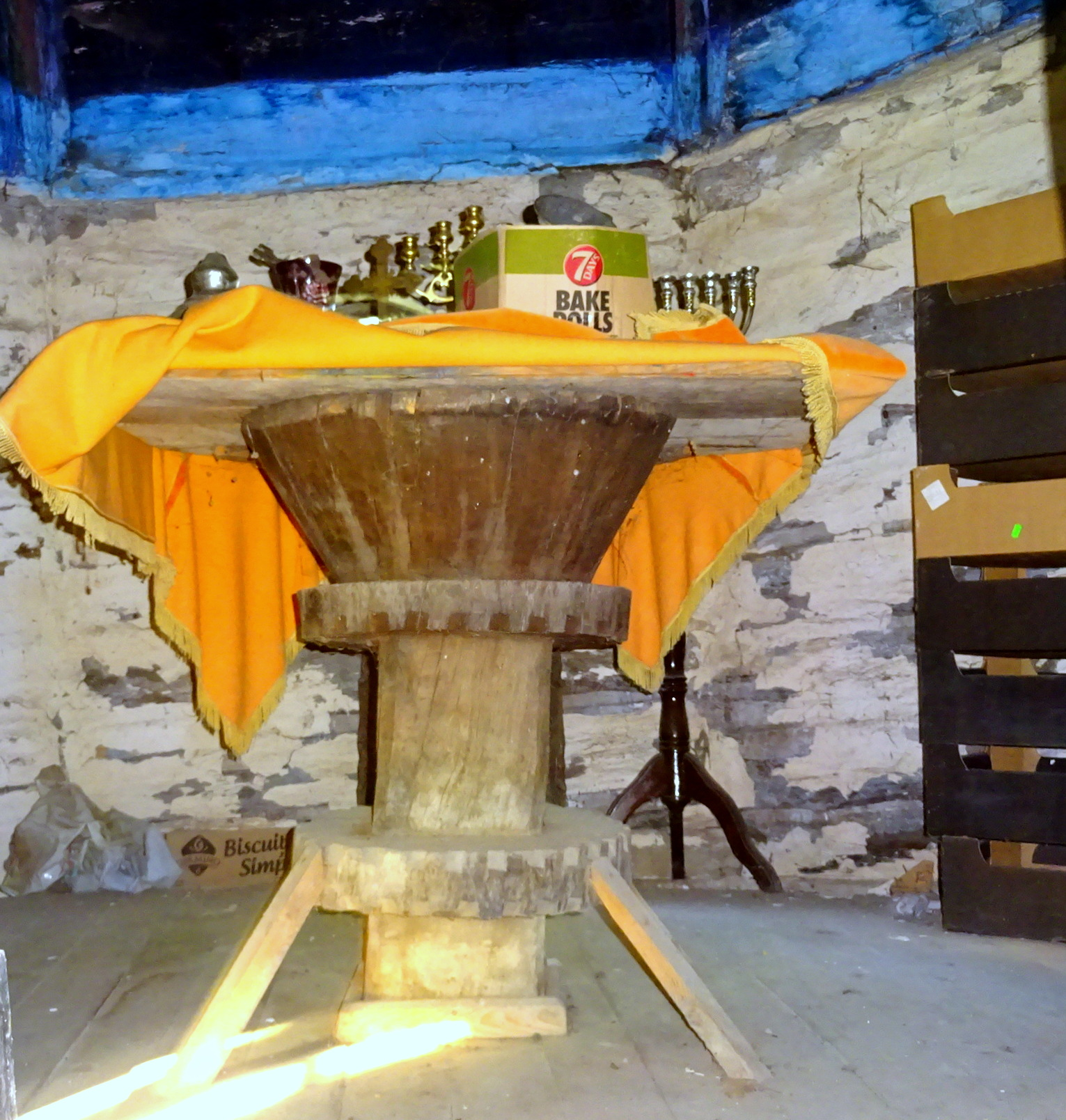
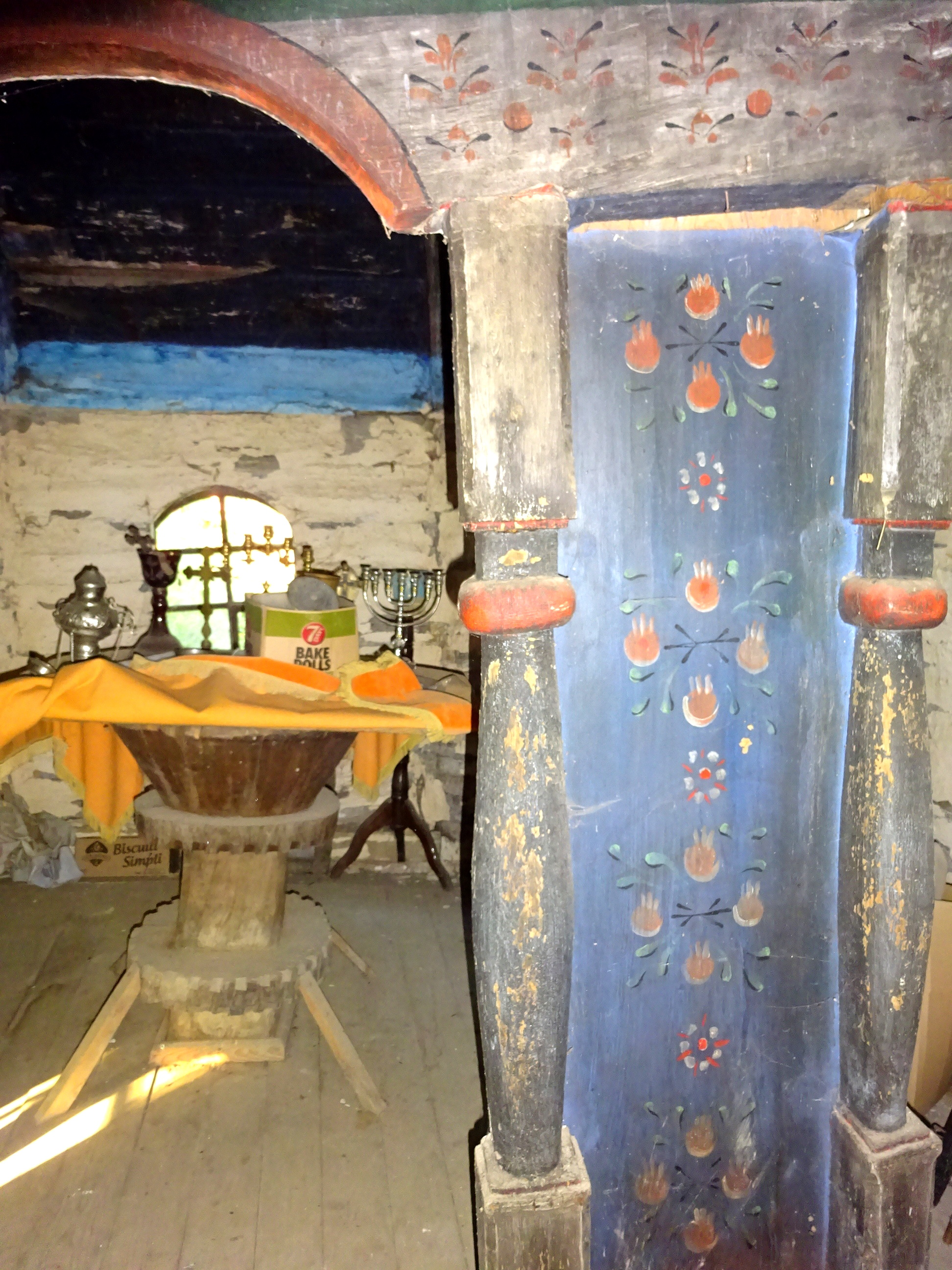
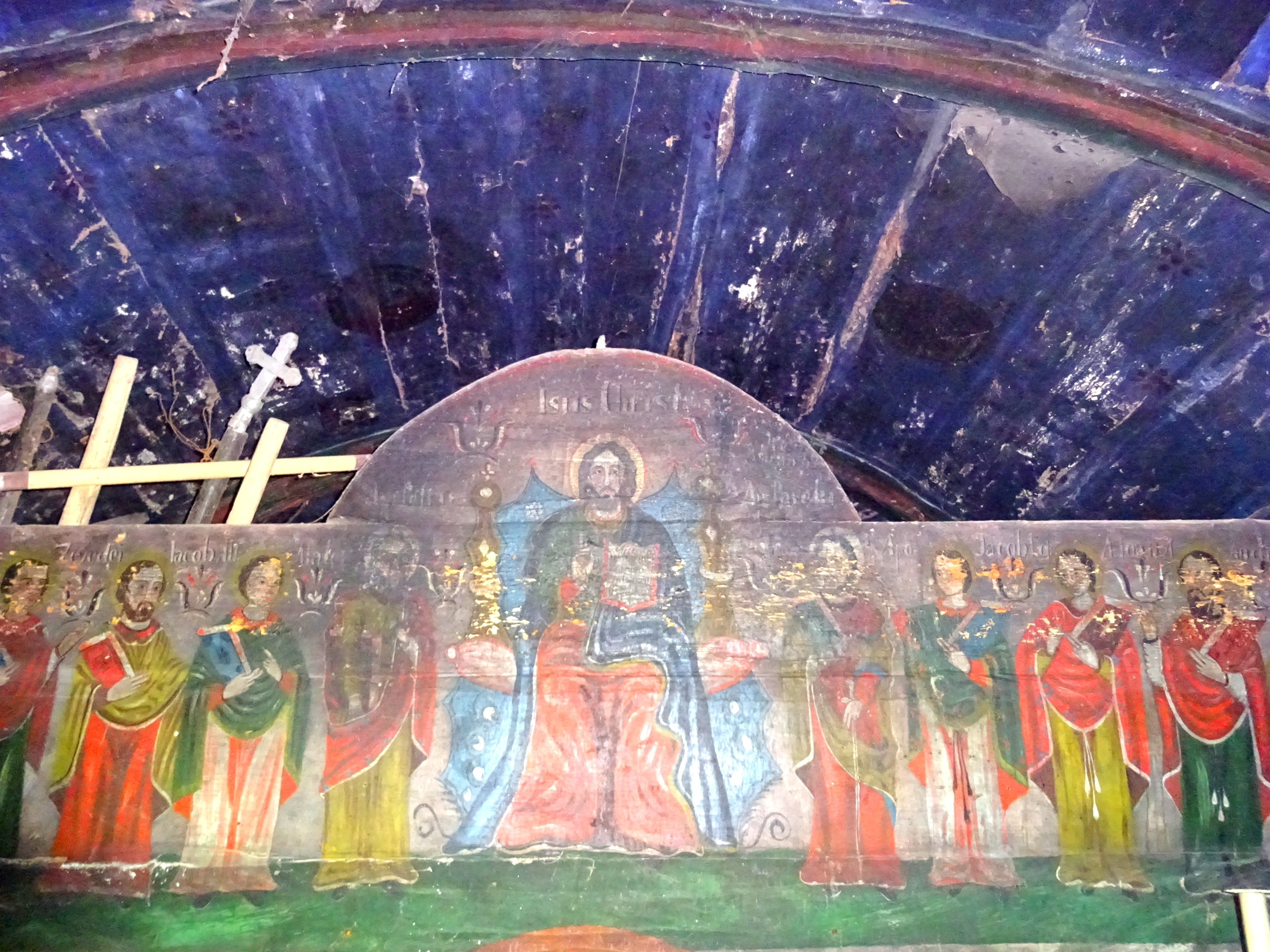
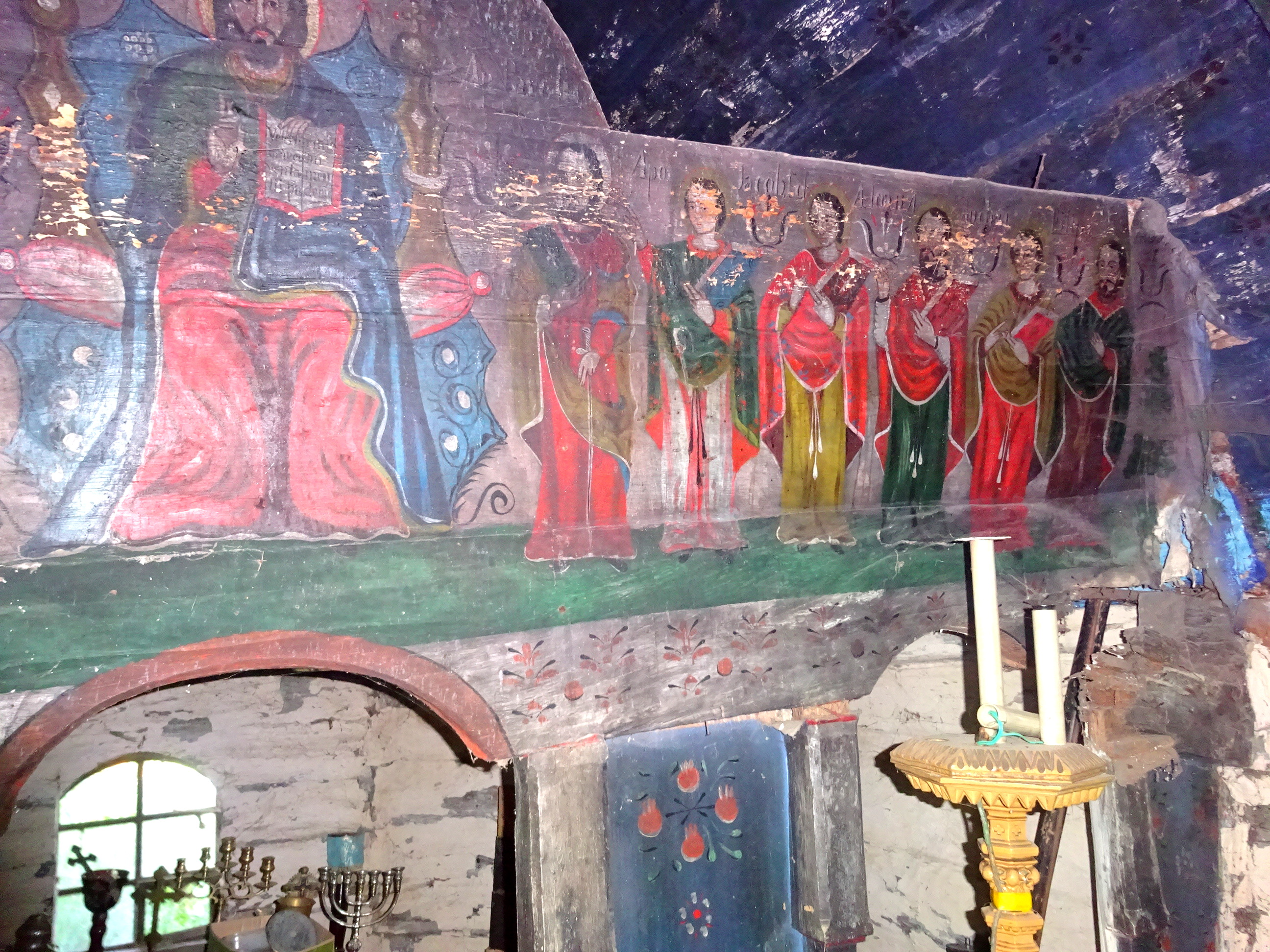
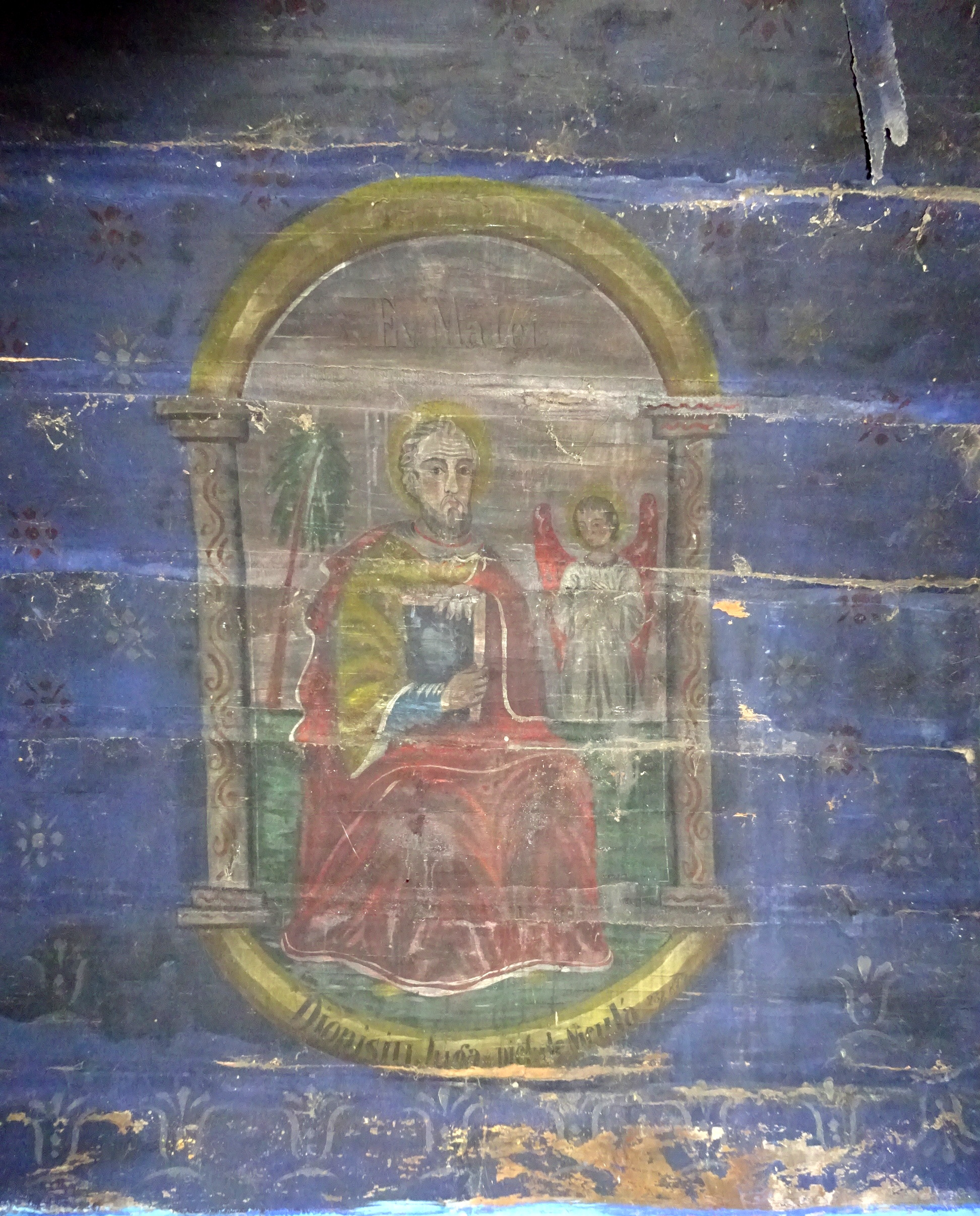
Pictura de pe boltă: Evanghelistul Matei și semnătura zugravuului „Dionisiu Iuga pictor de Nicula”
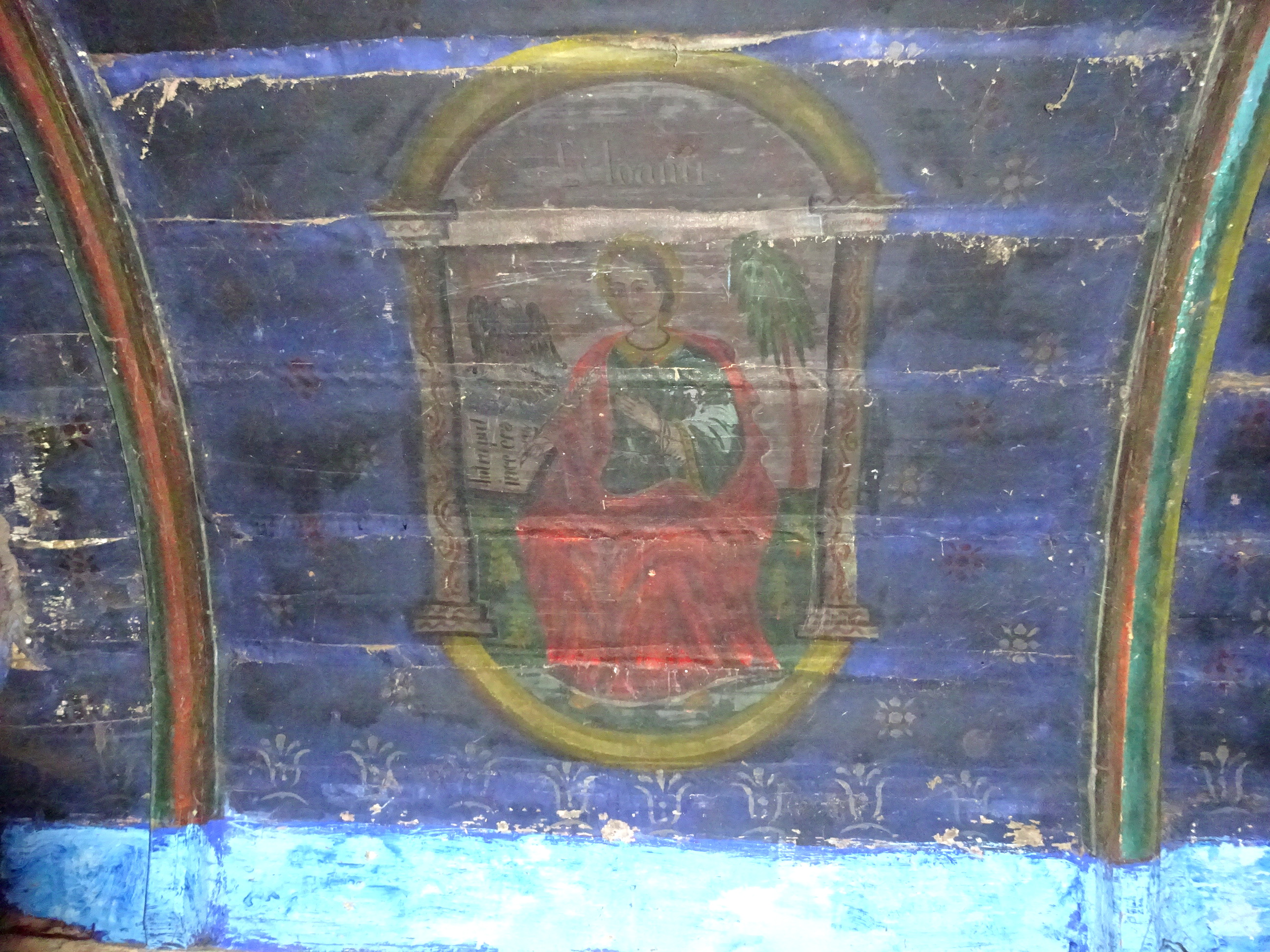
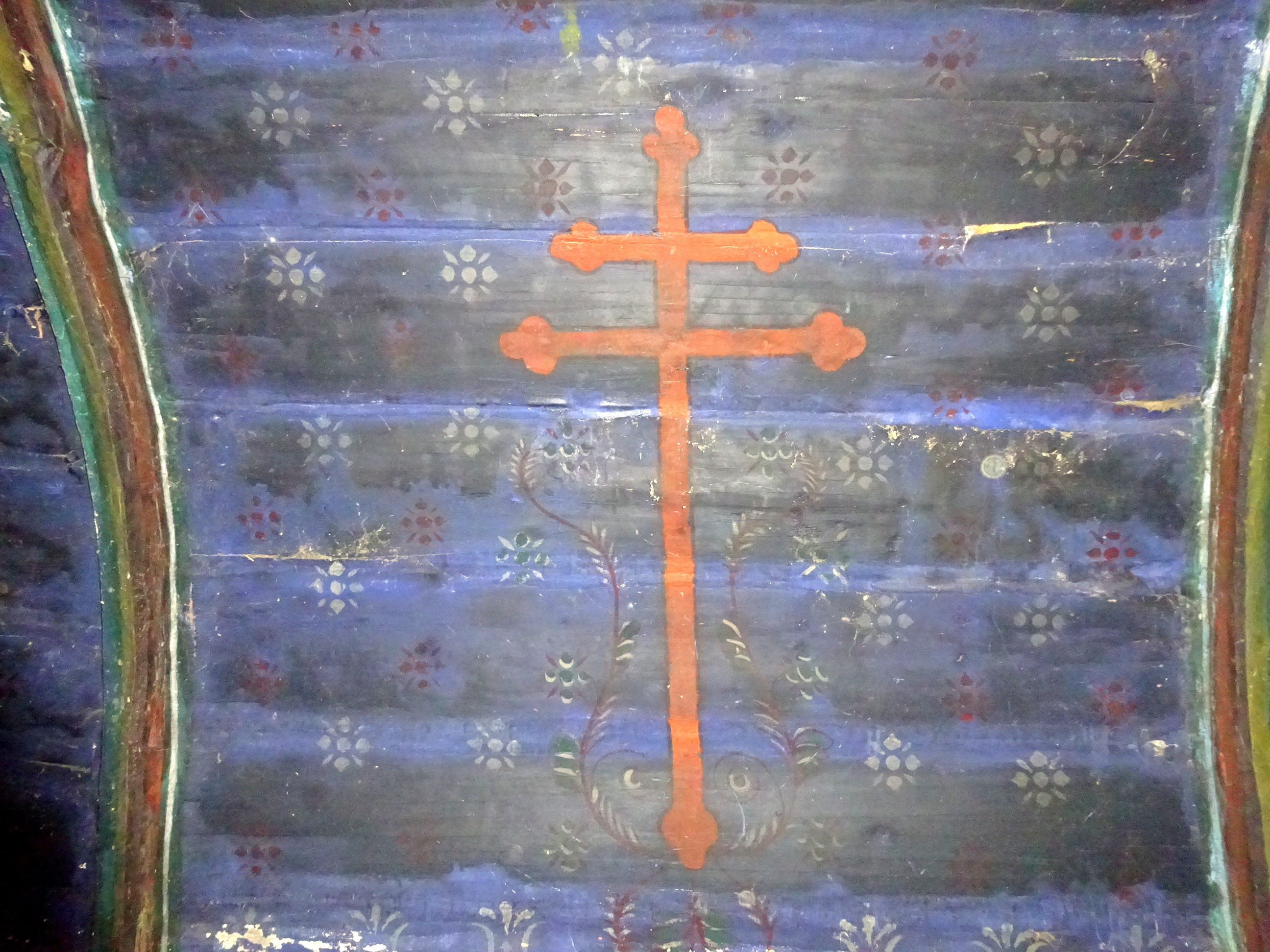
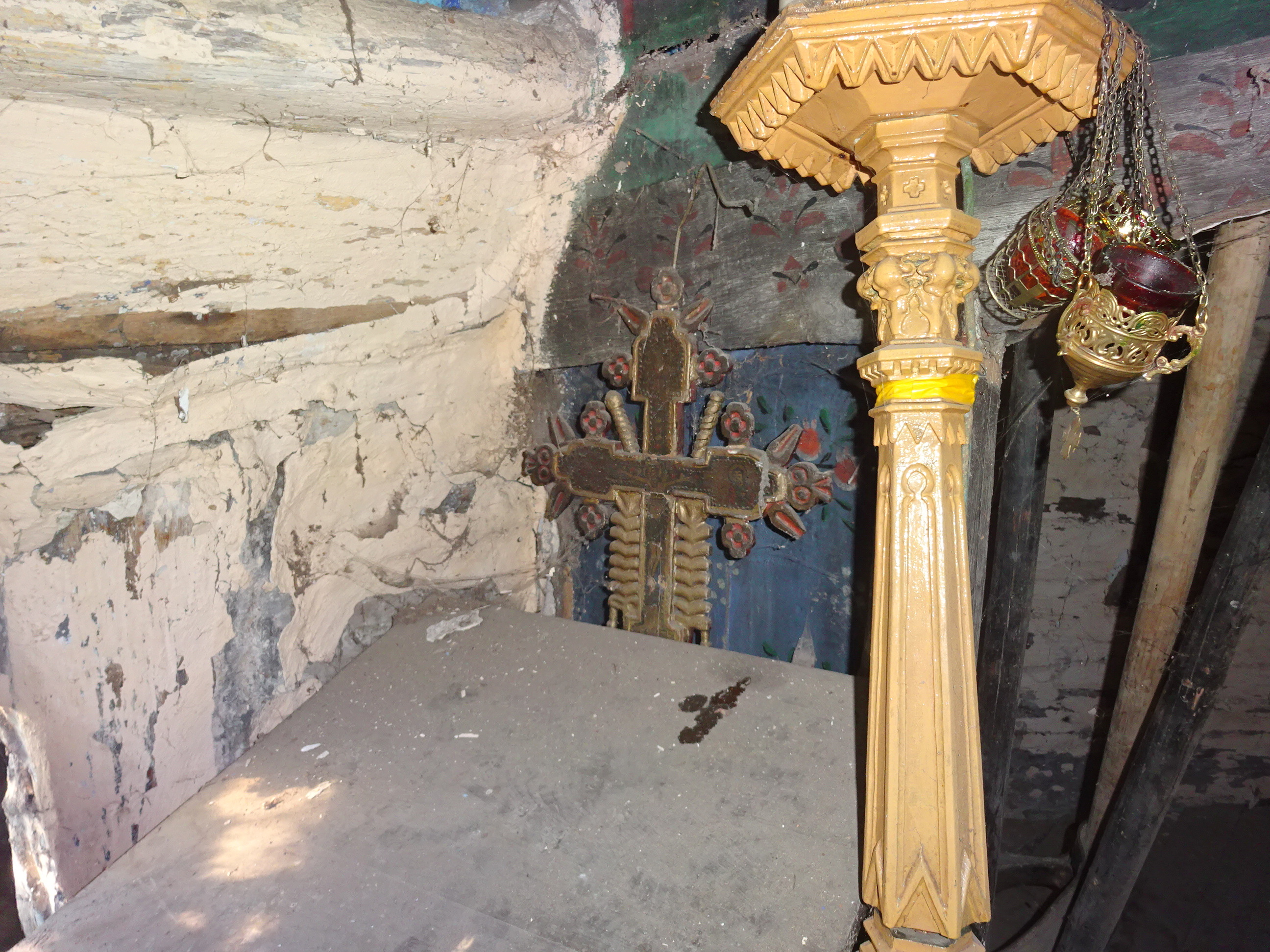
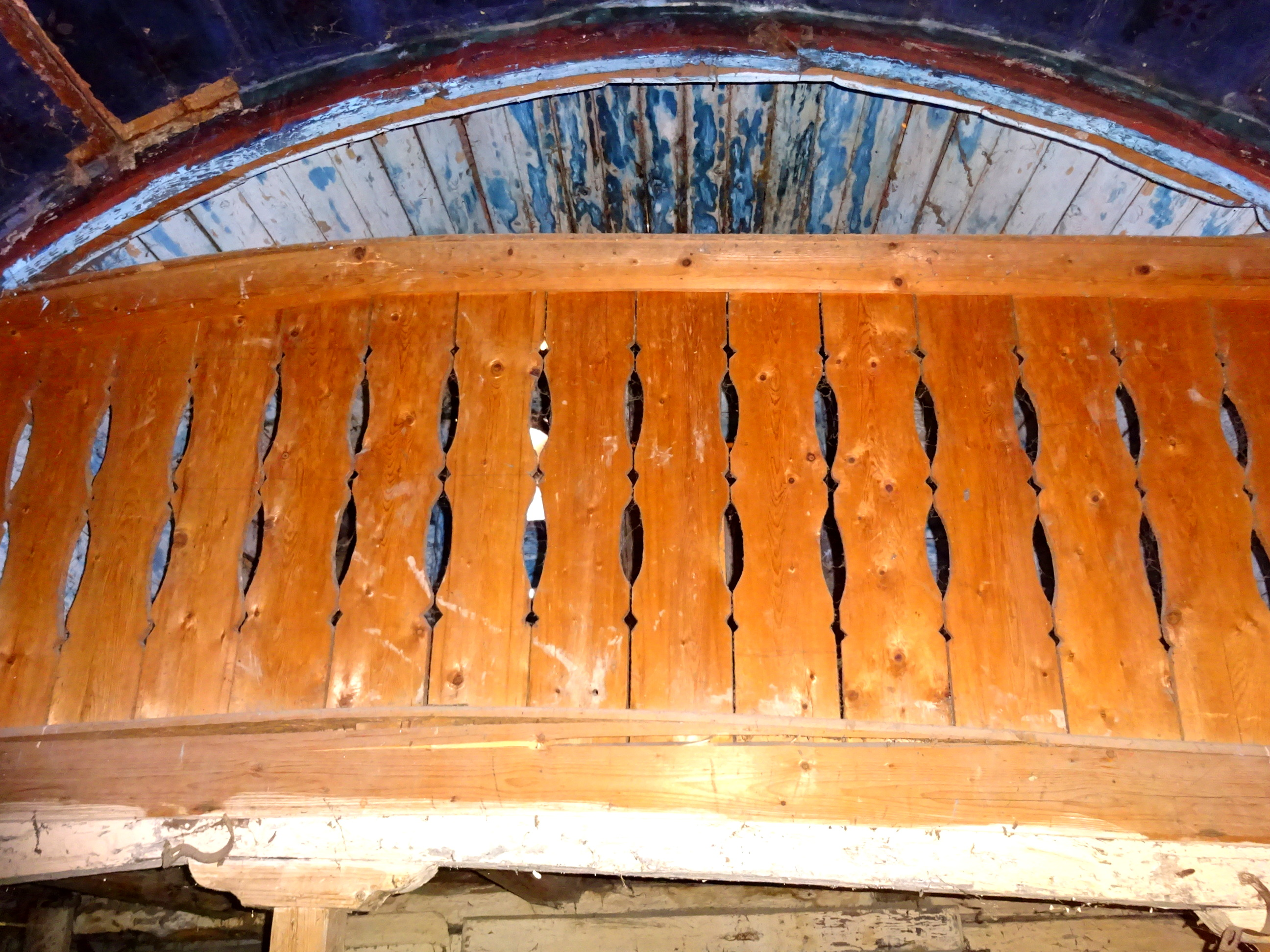
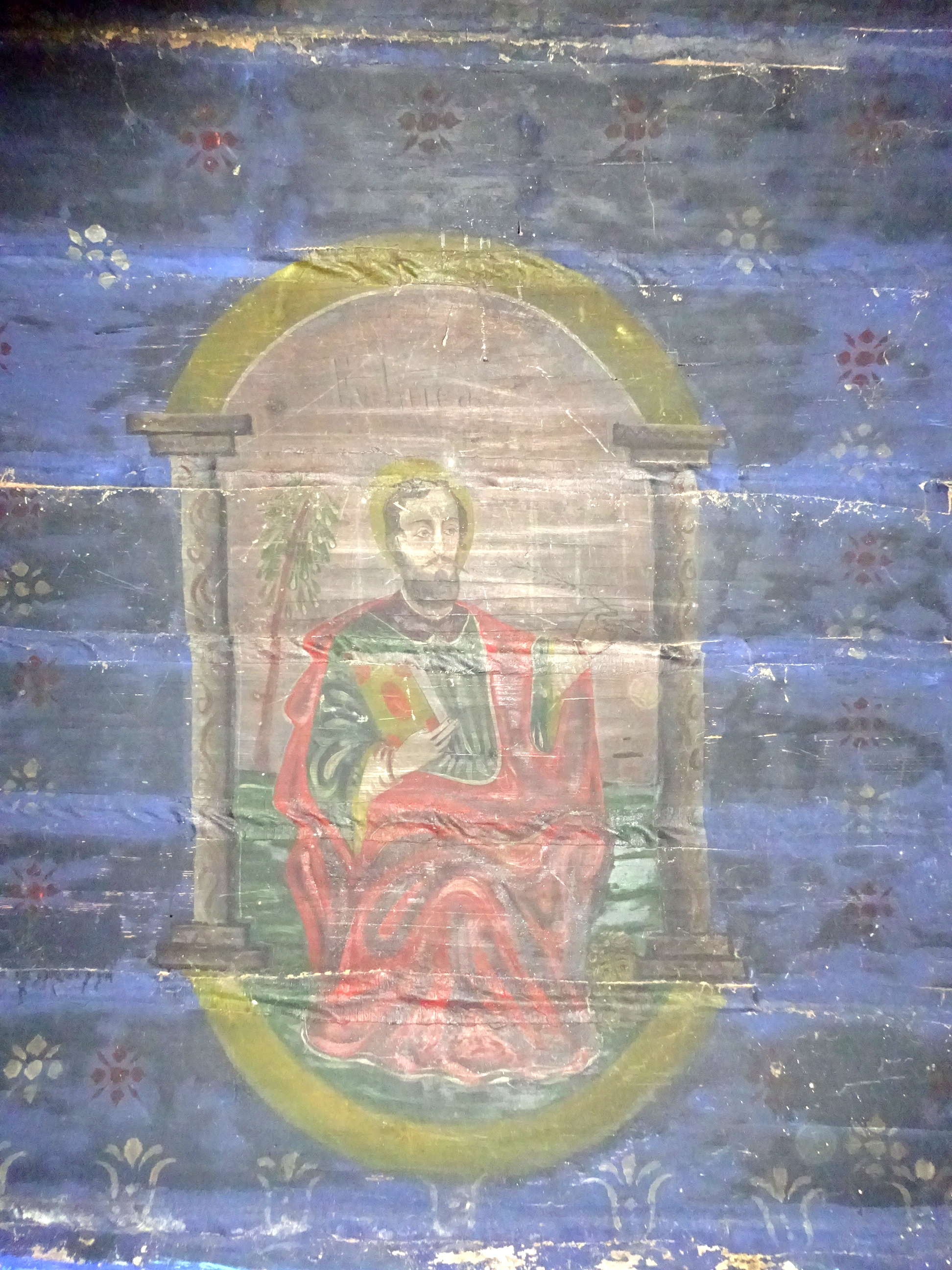
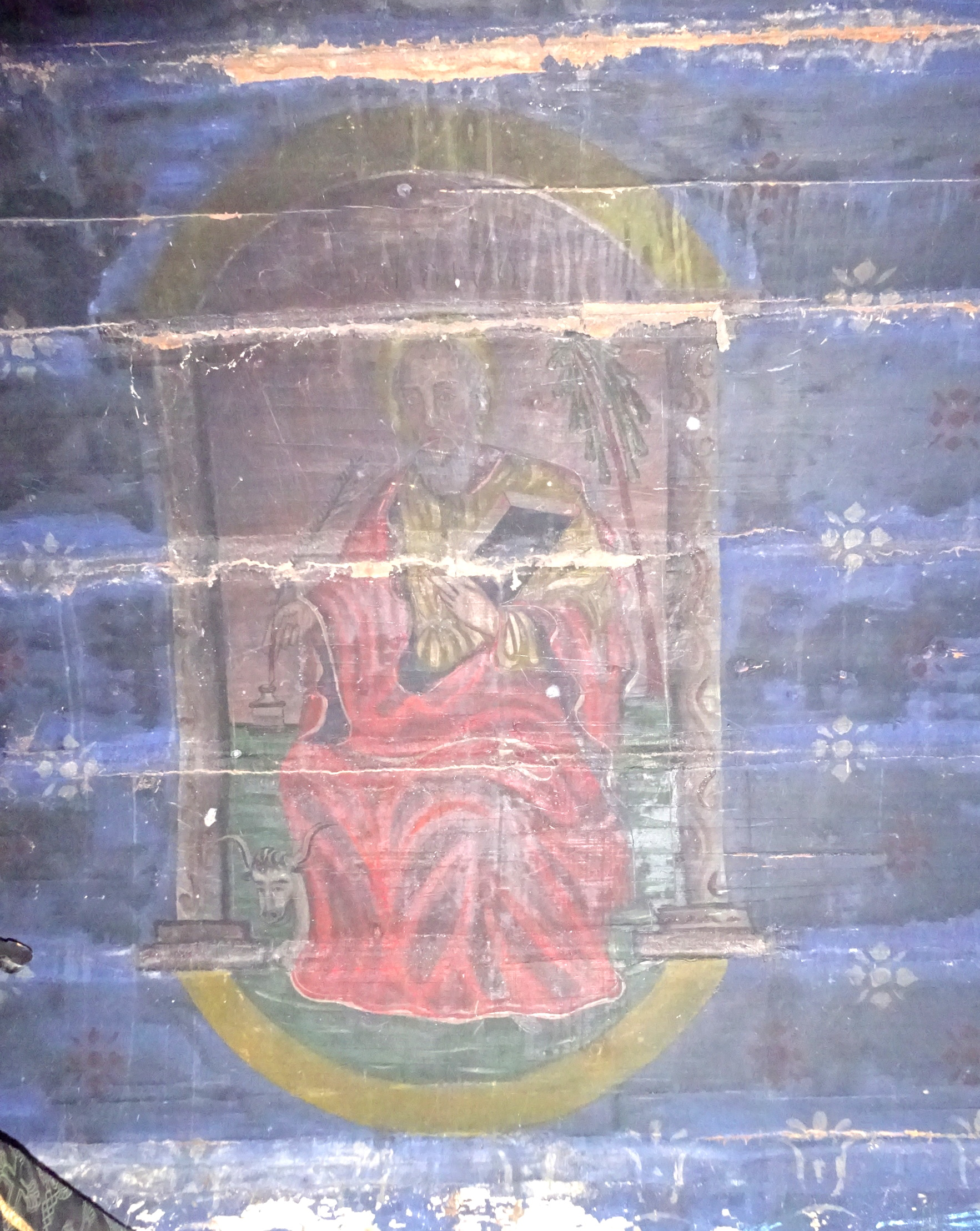
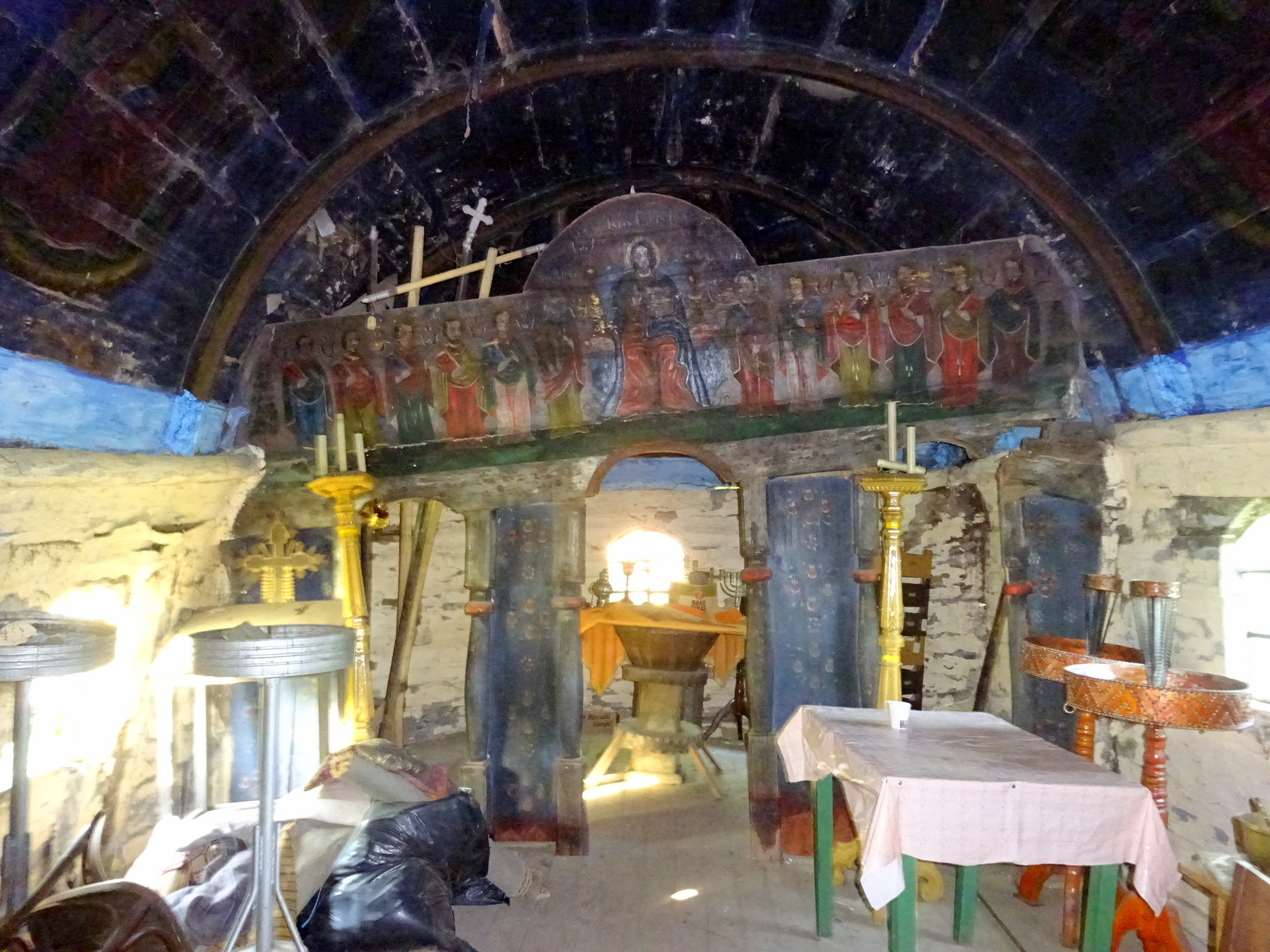

## Biserica parohialăSfânta Treime(1894) aflată lângă biserica de lemn

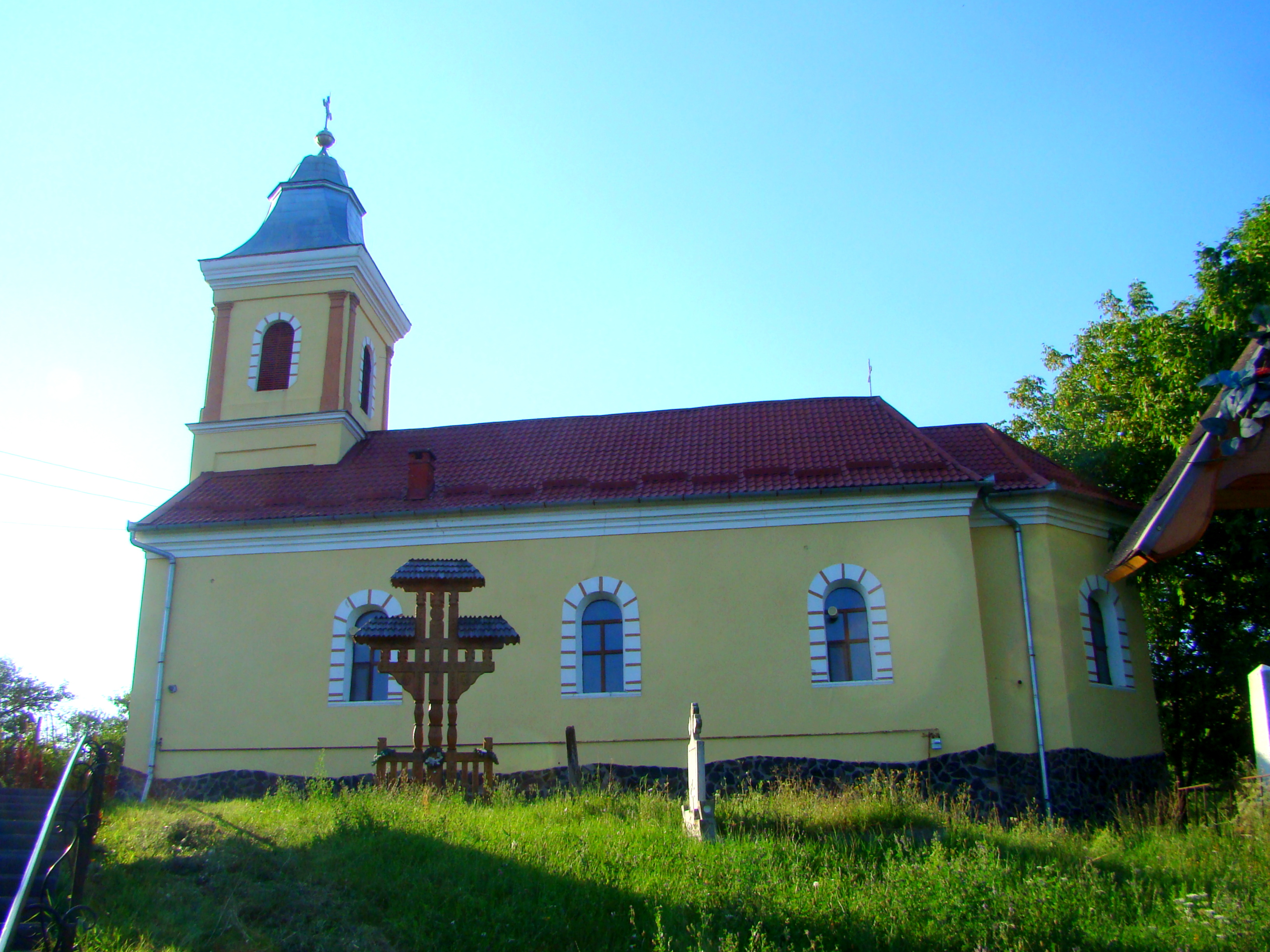
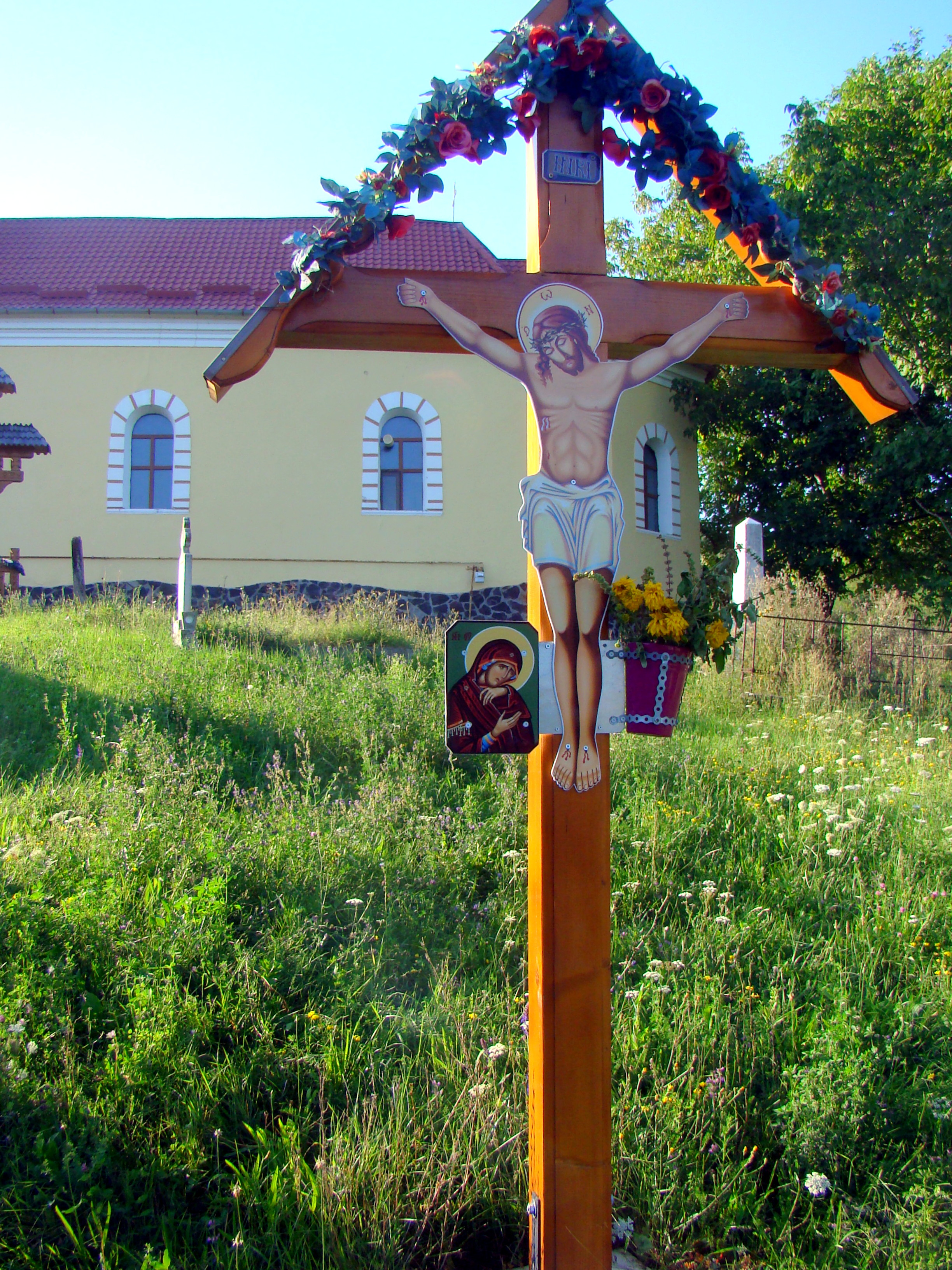
Troița
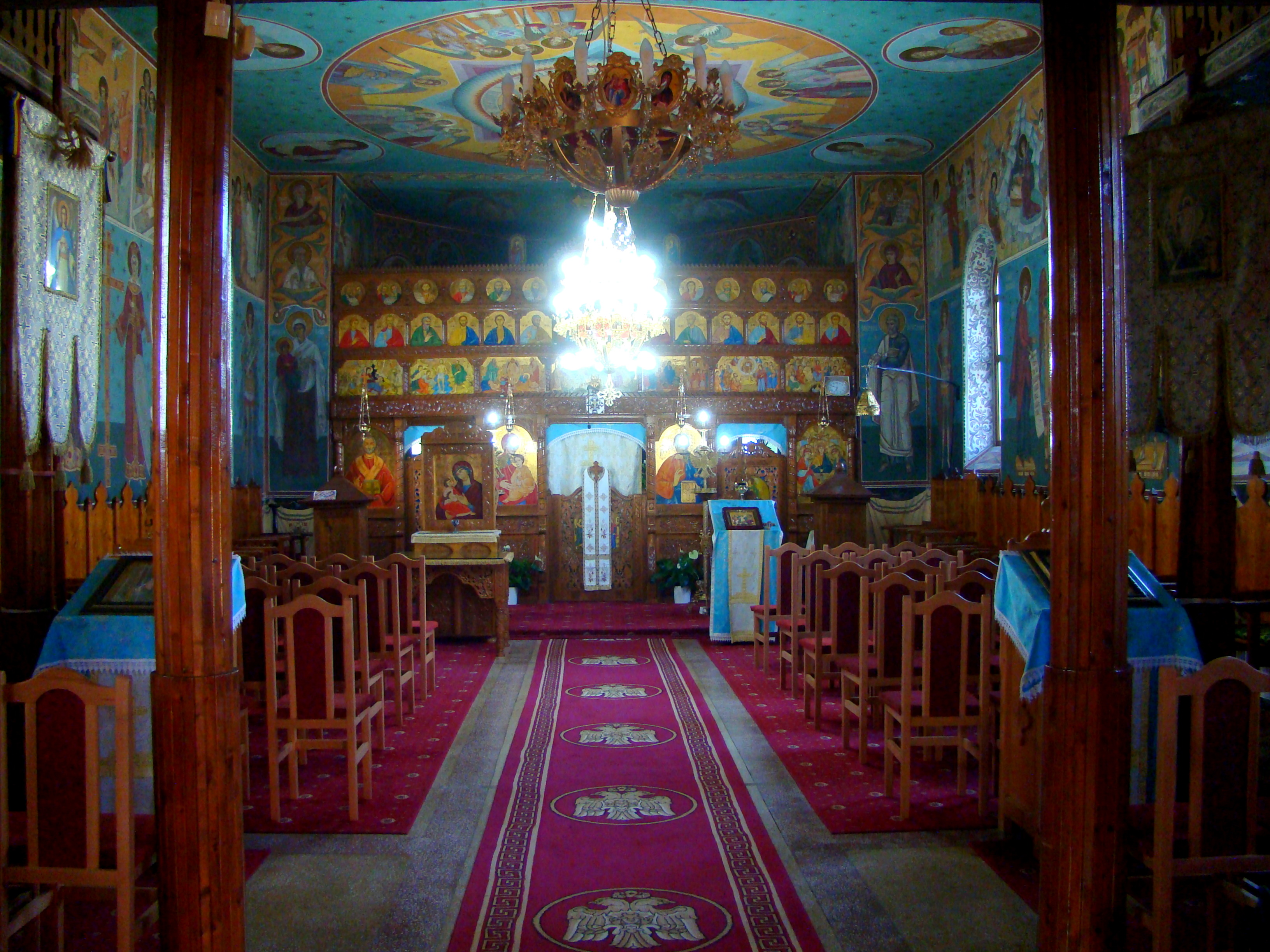
Nava spre iconostas
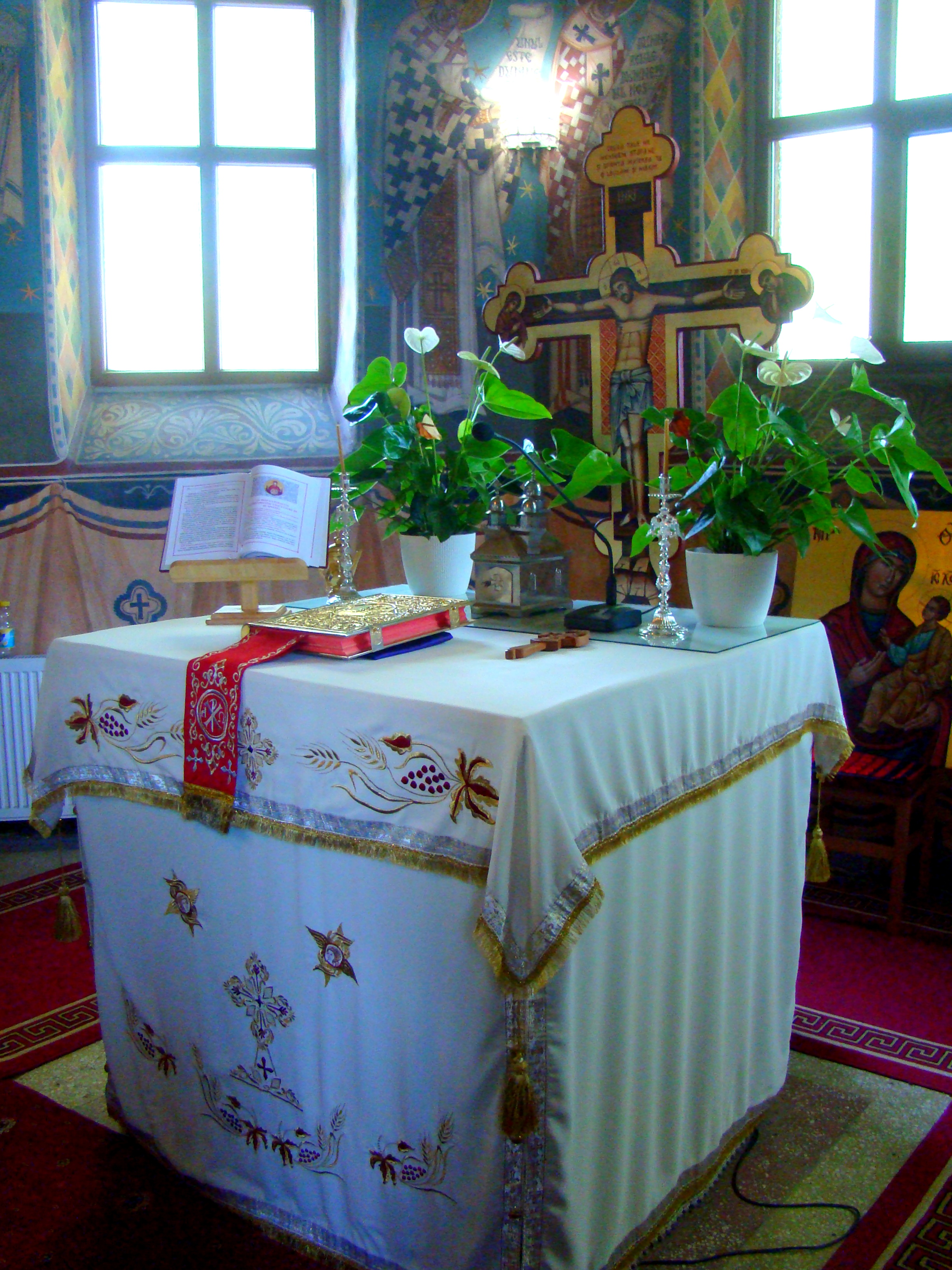
Masa altarului
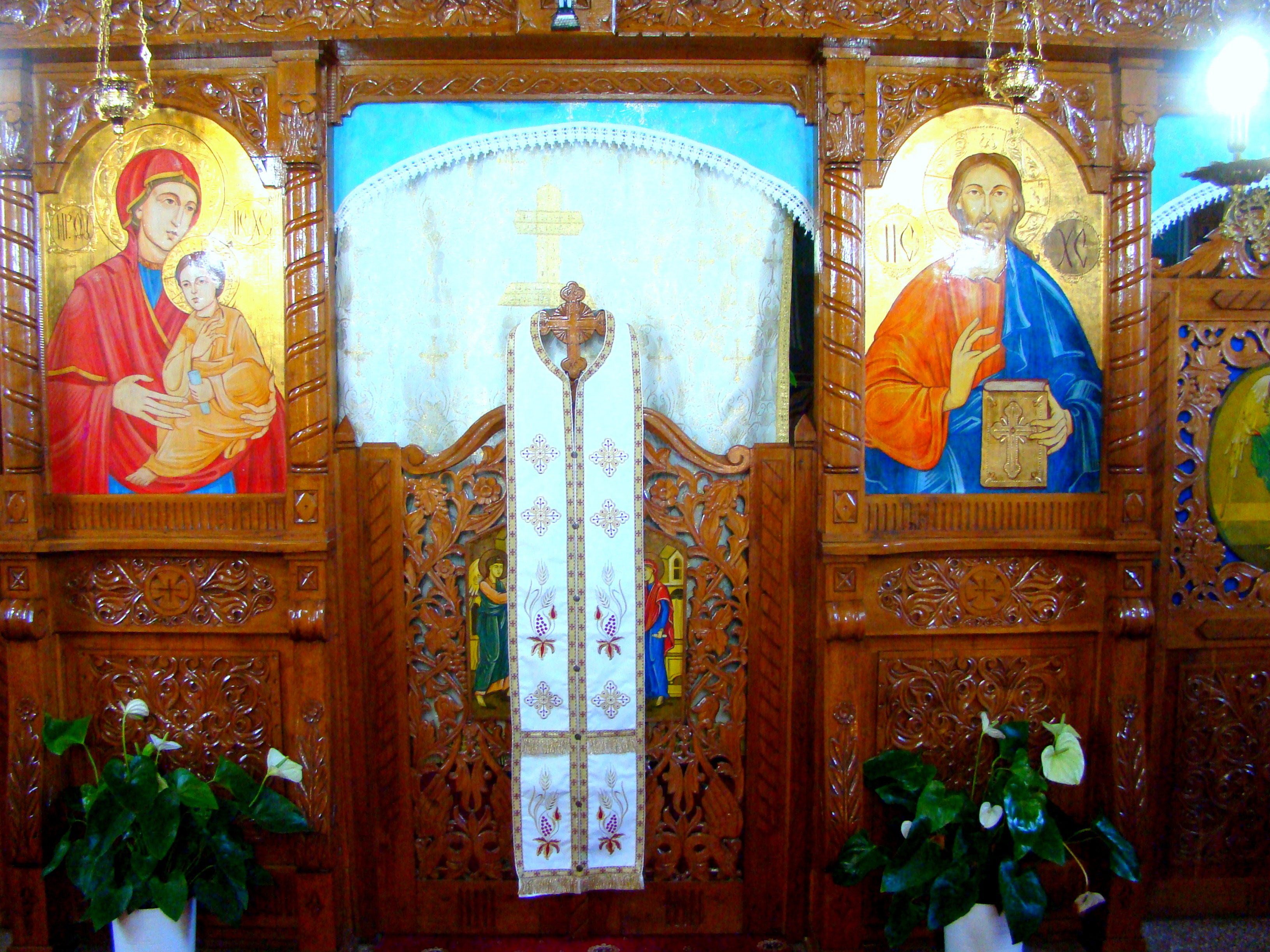
Uși și coane împărătești
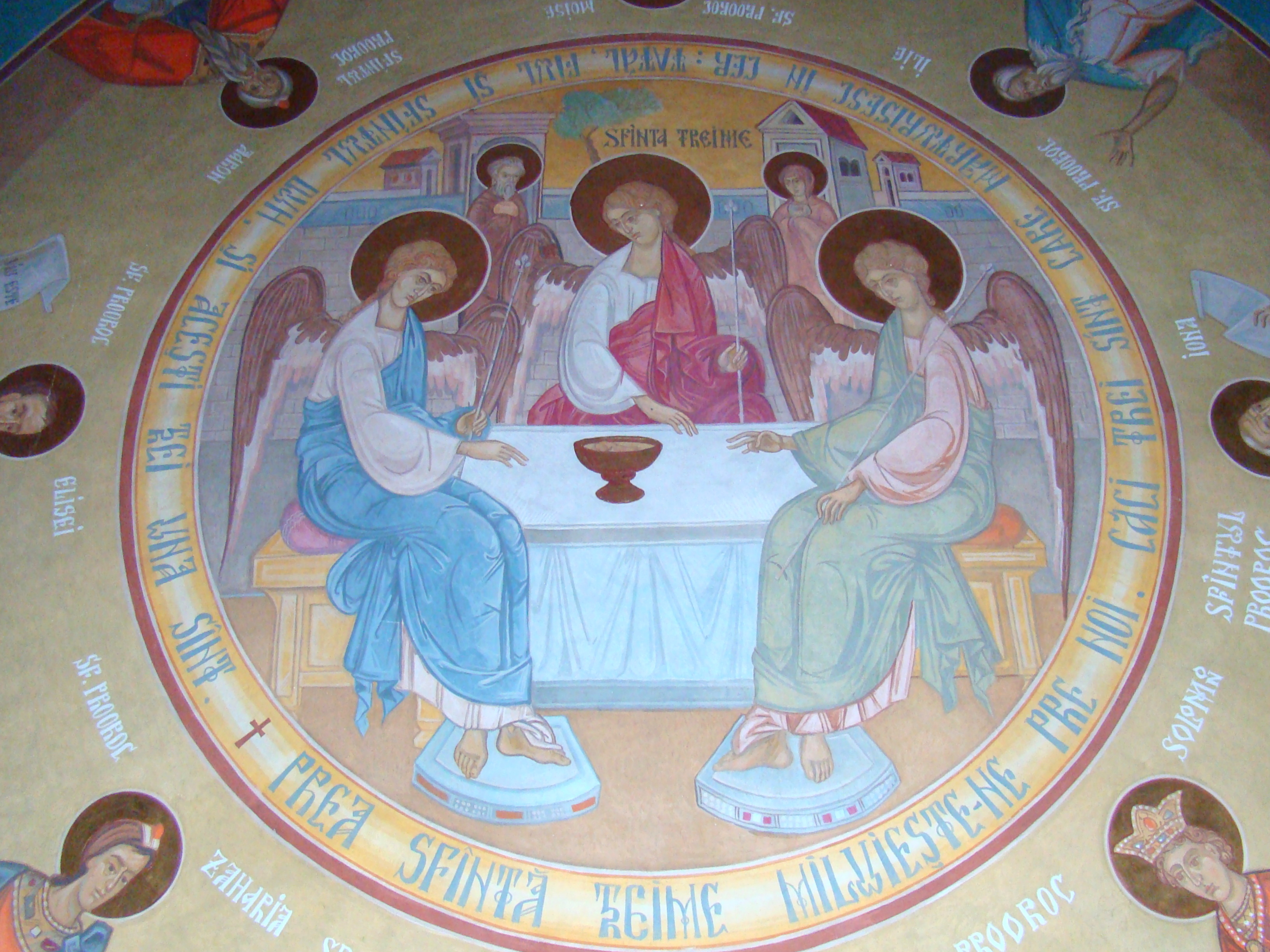
Sfânta Treime
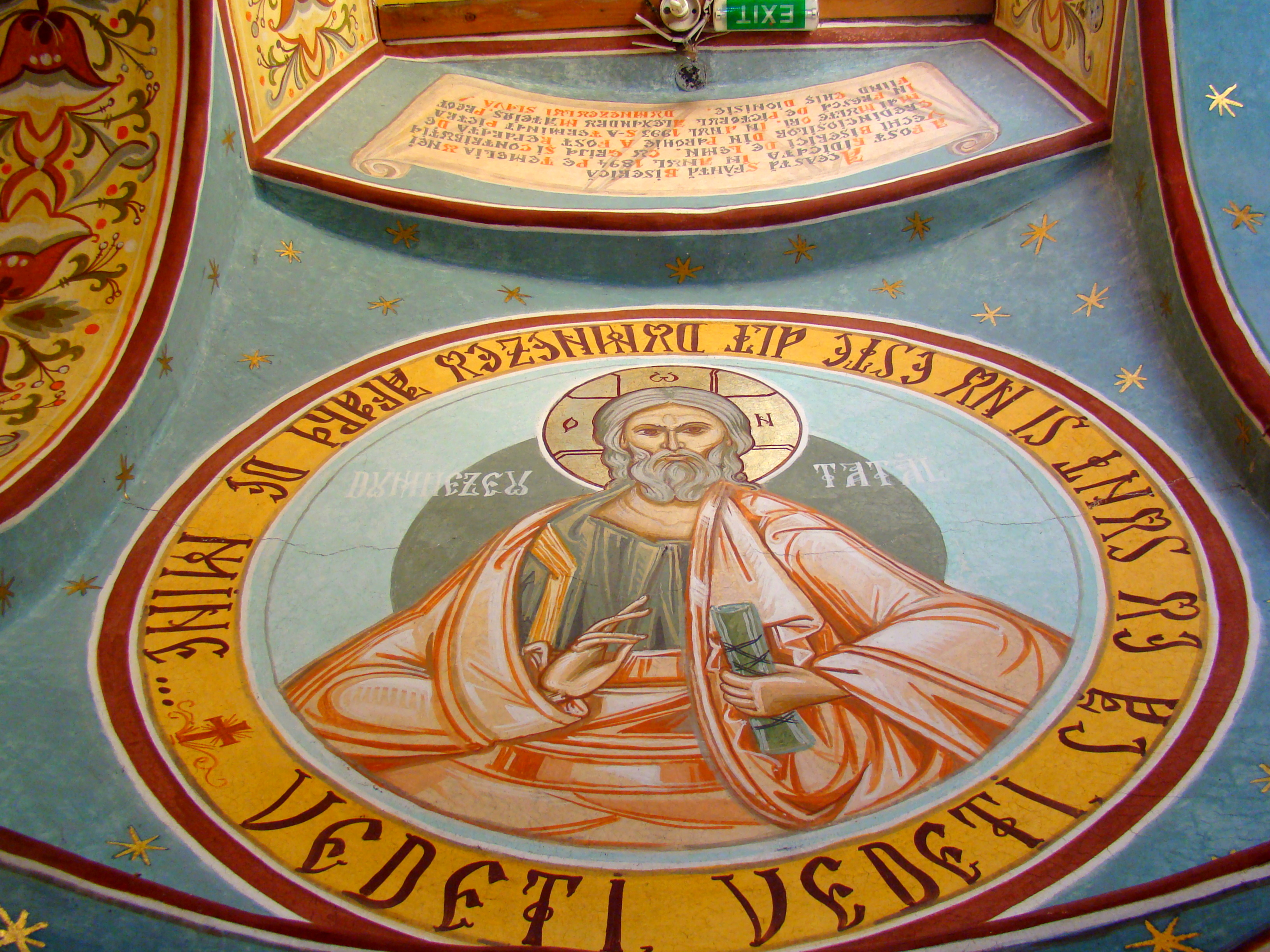
Dumnezeu Tatăl
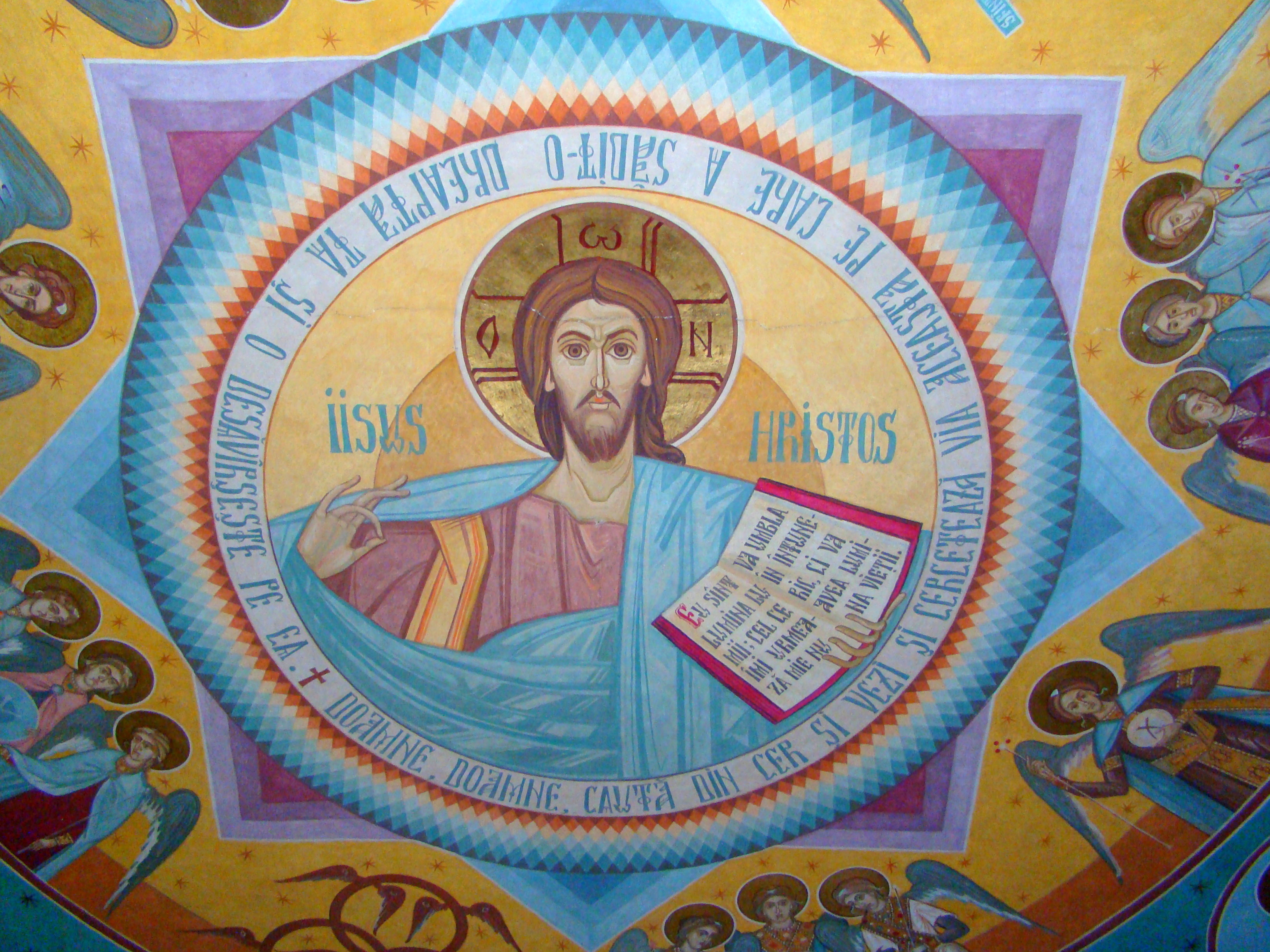
Iisus Hristos
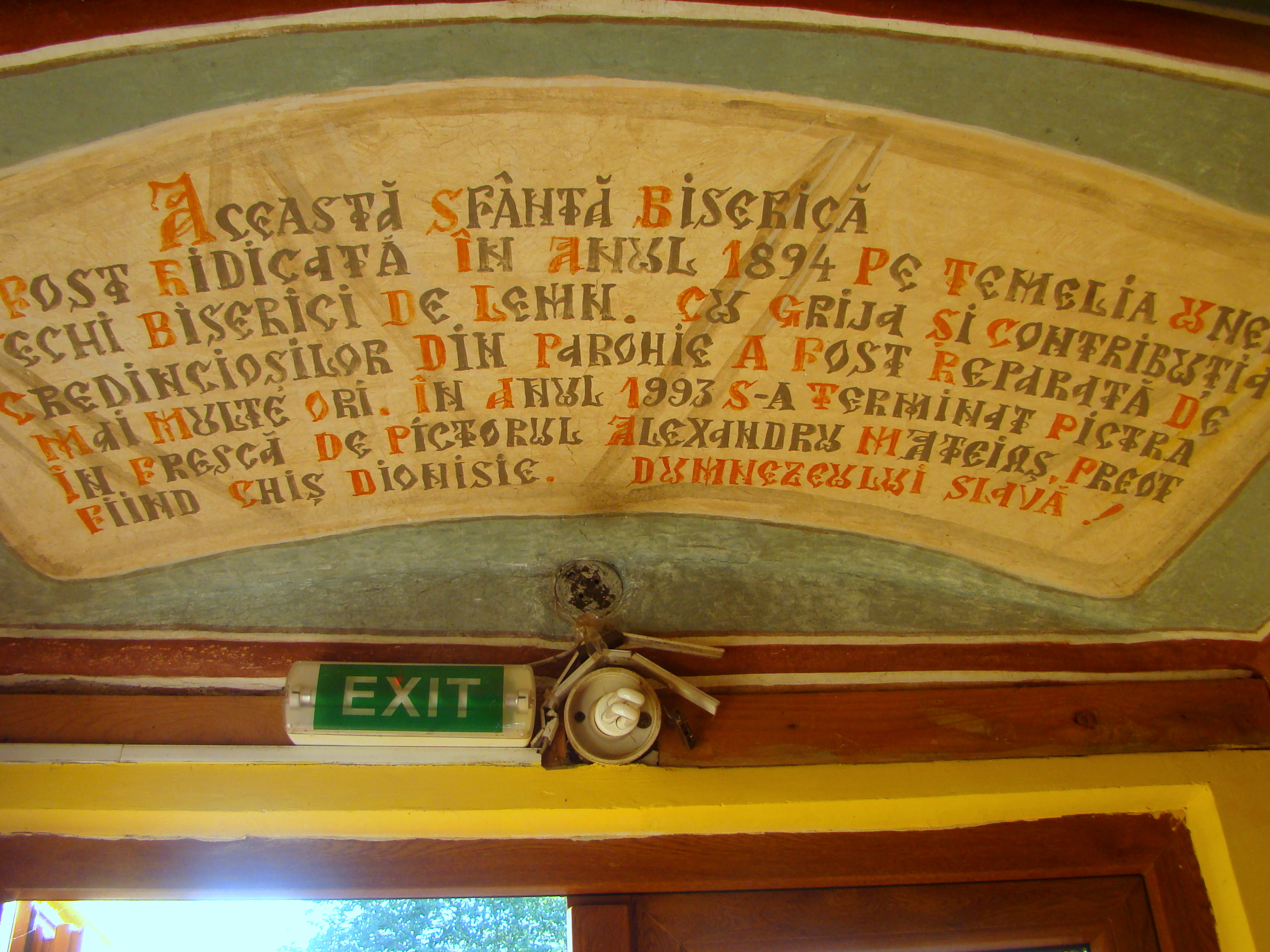
Pisania
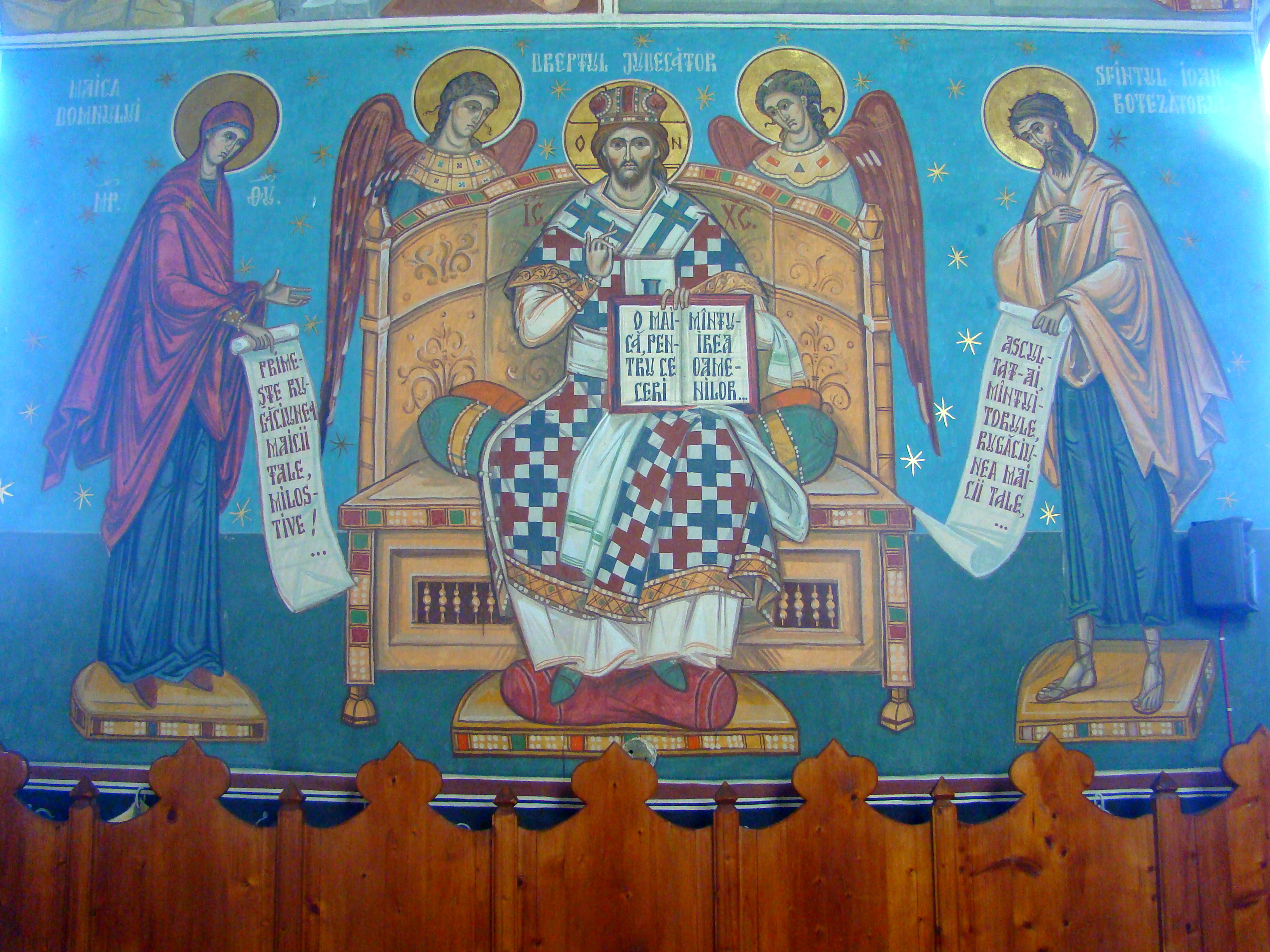
Dreptul judecător
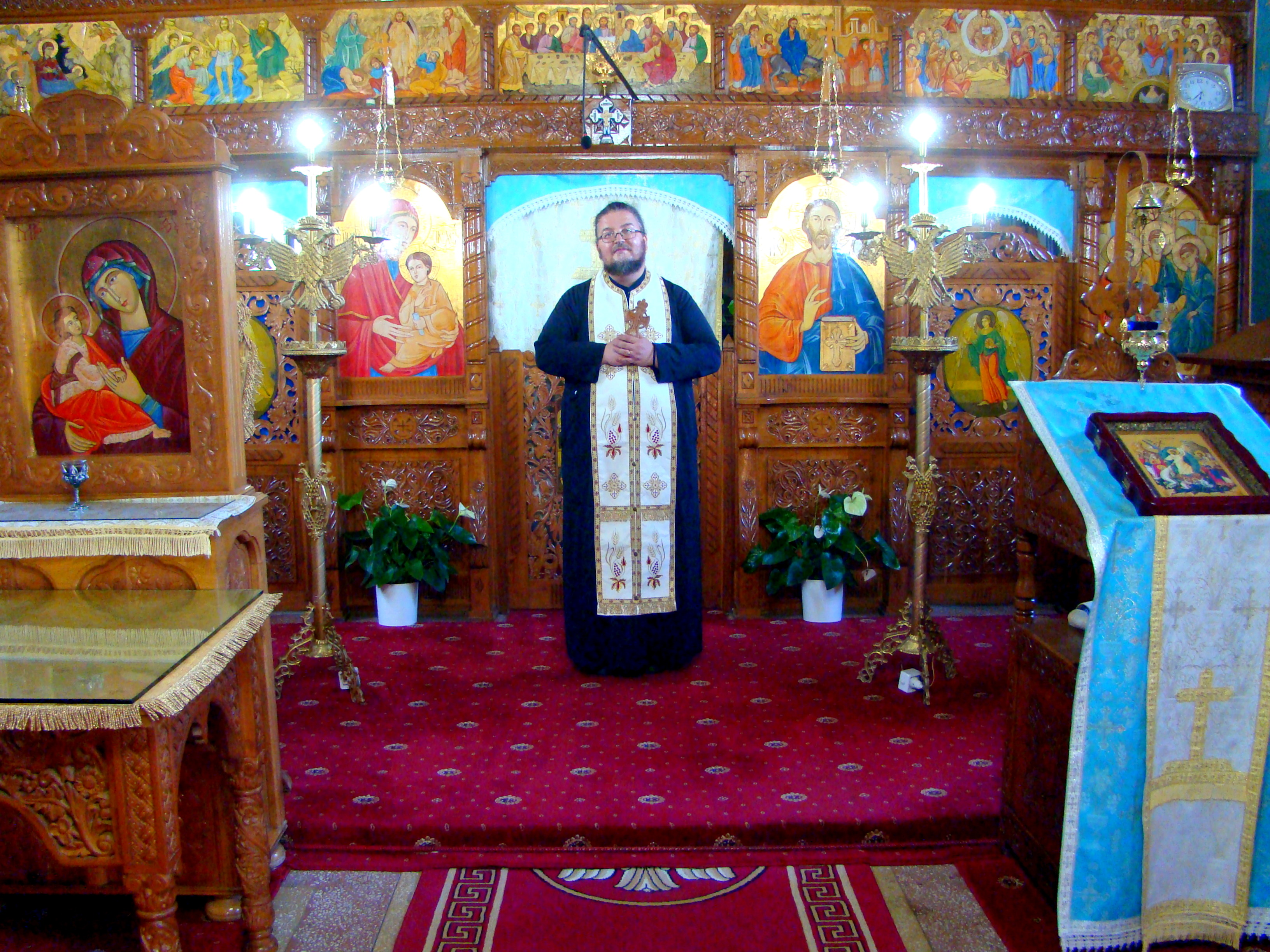
Preotul paroh din localitatea Bobohalma: Marius Filip
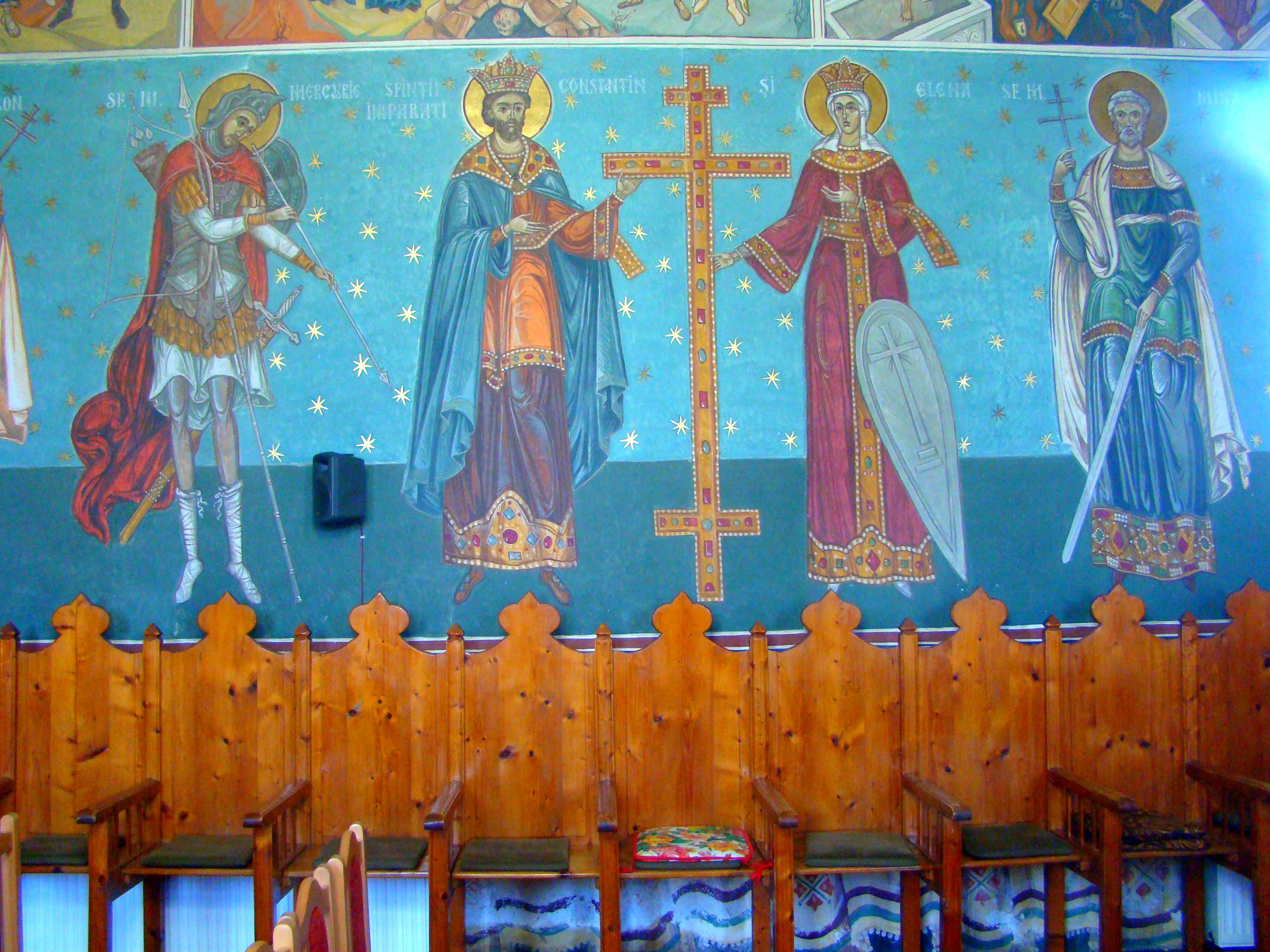
Sfinții Împărați Constantin și Elena
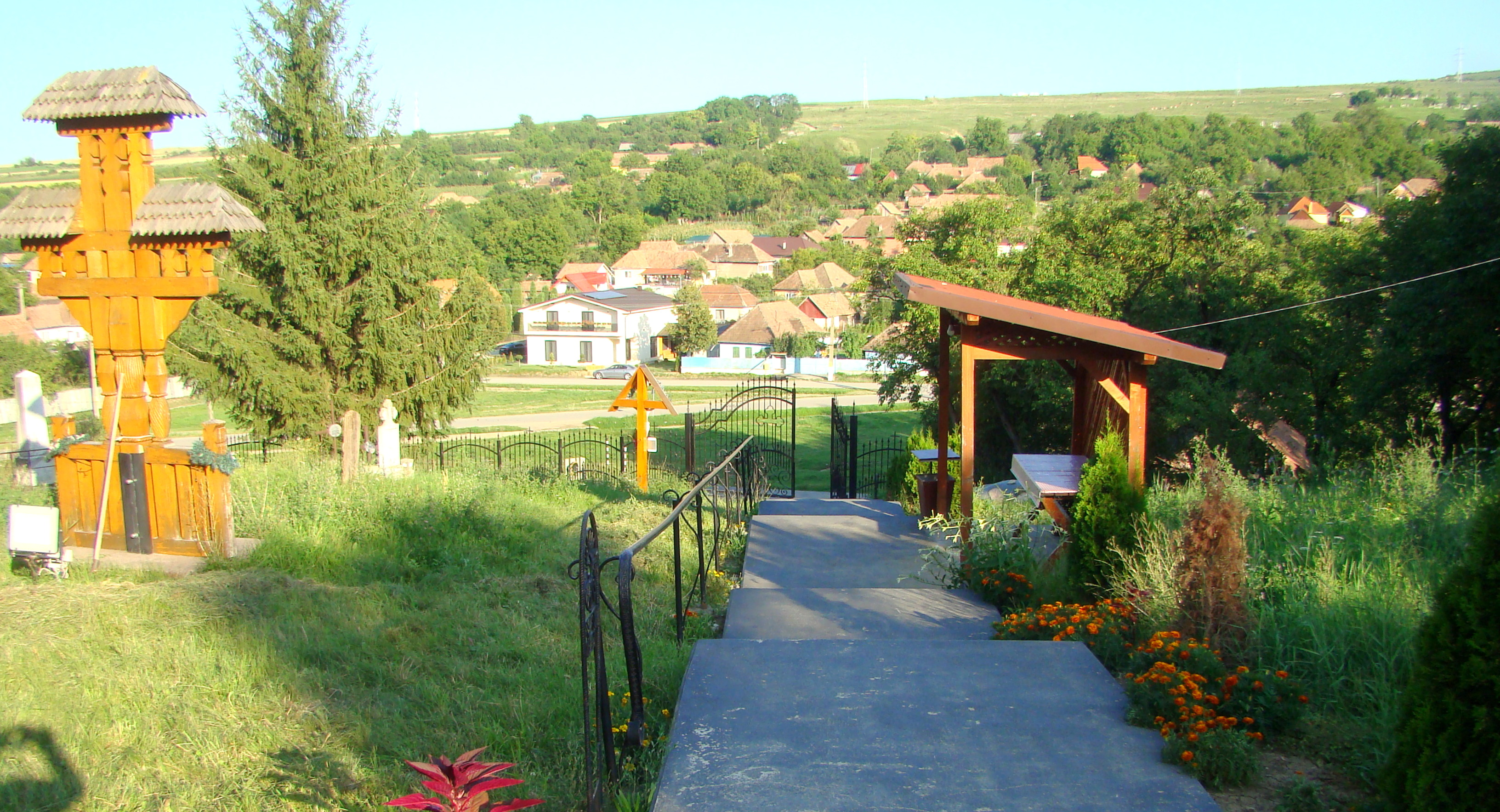
Împrejurimile